# 西日暮里駅
西日暮里駅（にしにっぽりえき）は、東京都荒川区西日暮里五丁目にある、東京地下鉄（東京メトロ）・東日本旅客鉄道（JR東日本）・東京都交通局の駅である。

## 乗り入れ路線
以下の3路線が乗り入れており、相互間の接続駅となっている。
- 東京メトロ： 千代田線 - 駅番号「C 16」
- JR東日本：線路名称上は東北本線1路線のみであるが、当駅には電車線で運行される京浜東北線電車および山手線電車のみが停車し、旅客案内では「東北（本）線」は使用されていない。また、特定都区市内制度における「東京都区内」および「東京山手線内」に属する。 - 駅番号「JK 33」（ 京浜東北線）、「JY 08」（ 山手線）[報道 1]
- 東京都交通局： 日暮里・舎人ライナー - 駅番号「NT 02」[報道 2]

東京メトロ千代田線の列車は、常磐線（各駅停車）と小田急線との3社直通運転を行っている。

## 歴史

### 前史
現・西日暮里五丁目における鉄道駅としては1934年（昭和9年）4月18日に開業した京成電気軌道（現・京成電鉄）本線の道灌山通駅が最初である。1943年（昭和18年）10月1日には不要不急駅とされ休止（のちに廃止）となり、1969年（昭和44年）の地下鉄千代田線開業まで26年間空白期間となった。
地下鉄千代田線の建設に際し、帝都高速度交通営団は日暮里付近への駅設置について以下の3案をまとめ調査を行った。
- 案1：国鉄日暮里駅直下に設置
- 案2：道灌山通りと国鉄線の交差する付近に駅を設置し、国鉄日暮里駅と地下通路で接続する
- 案3：道灌山通りと国鉄線の交差する付近に国鉄が新駅を設置し、これに連絡する

案1は、駅付近の大部分が民地であるため工事費がかさむとし、案2は連絡通路が長いため利用客が不便となる。案3は当時の国鉄は赤字が膨れ工事費を可能な限り削減したい意向であり承諾は難しいと営団内部は見込んでいた。営団は内部検討の末、国鉄に案3の検討を依頼。国鉄が駅間距離・運転時分・利用予測を検討の結果新駅を設置することが可能との判断を行う。その判断を受け営団・国鉄双方でそれぞれに設置を行うこととなり現在の場所に当駅を設置するに至った。

### 開業後

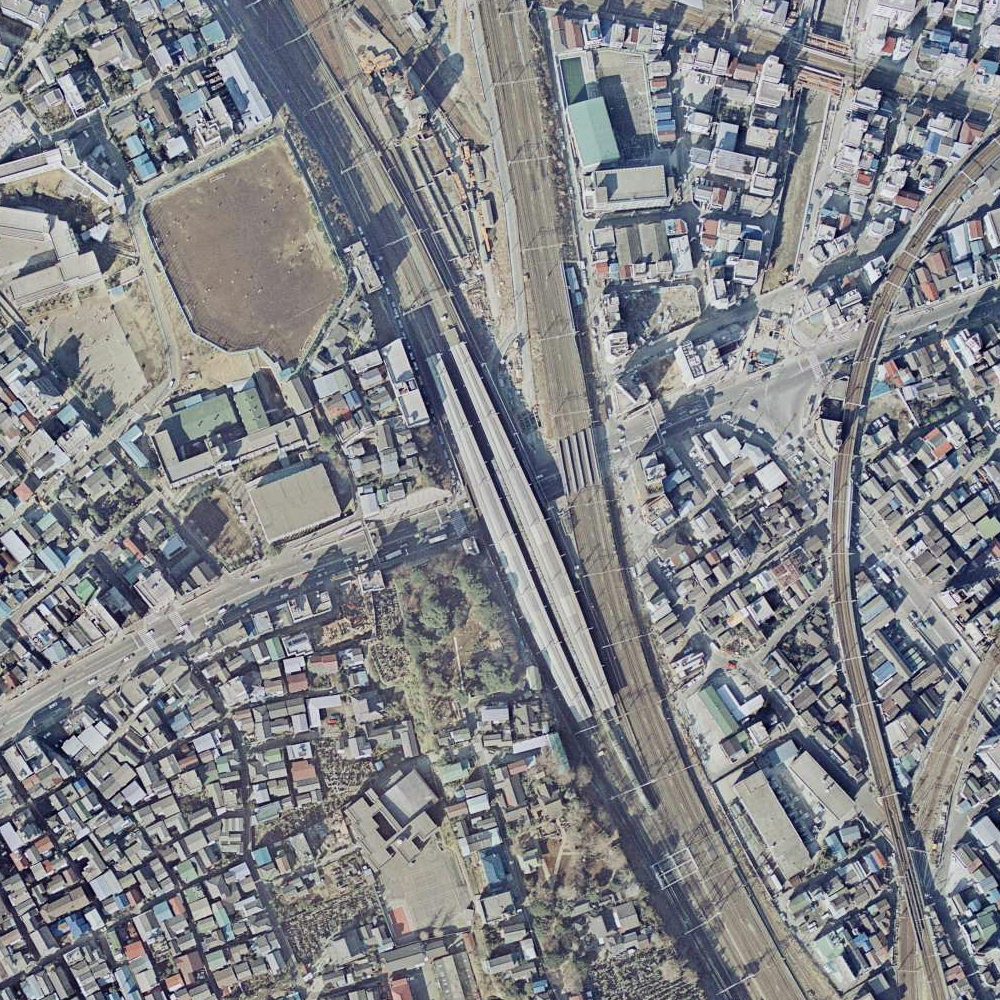
西日暮里駅周辺の空中写真（1975年1月20日撮影）

- 1969年（昭和44年）12月20日：帝都高速度交通営団（営団地下鉄）千代田線の駅が開業[2]。ただし、国鉄の架道橋改良工事の関係で、ホームは北千住寄りの半分ほどだけ使用していた[3][4]。このため、車両も3両編成で使用された[4]。
- 1971年（昭和46年）
  - 3月20日：営団千代田線・大手町 - 霞ケ関間が開業。これに合わせて、当駅もすべての駅施設の使用を開始[4]。
  - 4月20日：営団千代田線との乗り換え駅として国鉄の駅が開業[5]。山手線の中では高輪ゲートウェイ駅に次ぐ2番目に新しい駅である。
- 1987年（昭和62年）4月1日：国鉄分割民営化に伴い、国鉄の駅は東日本旅客鉄道（JR東日本）の駅となる[5]。
- 1988年（昭和63年）3月13日：京浜東北線の快速運転開始に伴い、日中は京浜東北線列車が通過するようになる[6]。
- 1991年（平成3年）1月26日：JR東日本の駅に自動改札機を設置[7]。
- 1995年（平成7年）11月11日：連絡改札口に自動改札機を設置し、供用を開始[8]。
- 2001年（平成13年）11月18日：JR東日本でICカード「Suica」の利用が可能となる[報道 3]。
- 2004年（平成16年）4月1日：帝都高速度交通営団（営団地下鉄）の民営化に伴い、千代田線の駅は東京地下鉄（東京メトロ）に継承される[報道 4]。
- 2007年（平成19年）3月18日：東京メトロでICカード「PASMO」の利用が可能となる[報道 5]。
- 2008年（平成20年）3月30日：東京都交通局の日暮里・舎人ライナーの駅が開業[9][報道 6]。
- 2013年（平成25年）12月14日：みどりの窓口の営業を終了。
- 2014年（平成26年）6月28日：JR東日本の2・3番線（山手線ホーム）でホームドアの使用を開始。
- 2018年（平成30年）10月27日：地下鉄ホームに発車メロディを導入。
- 2019年（平成31年）4月12日：JR東日本の1・4番線（京浜東北線ホーム）でホームドアの使用を開始[報道 7]。
- 2022年（令和4年）4月1日：JR東日本の駅が業務委託化[10]。

## 駅構造
改札はJR東日本と東京都交通局は1か所、東京メトロは2か所あり、さらに地下にはJR東日本 - 東京メトロ間の連絡改札口もある。この連絡改札口には自動乗り継ぎ精算機が設置されていないため、精算または区間変更、交通系ICカードにチャージが必要な場合は改札に併設された精算窓口に並ぶことになる。なお、連絡改札口の自動改札機はJR東日本仕様のもので有人改札での対応もJR東日本の社員だが、精算窓口での対応は東京メトロの社員が行っている。
JR線南隣の日暮里駅で接続する常磐快速線に運転見合わせやダイヤの乱れが発生した場合（当駅経由での東京メトロ千代田線（常磐緩行線直通）への振替輸送が行われる場合に限る）、ラッシュ時などには両社間の乗り換え改札を開放して対処する（「振替の方はそのままお通りください」と案内される）場合がある。
東北本線の尾久支線（宇都宮線・高崎線）ガード付近の入口からはJR東日本・東京メトロの双方の乗り場へも移動できるが、この入口には東京メトロのロゴマークが表示されていない。

### 東京メトロ
地下2階に代々木上原方面、地下3階に綾瀬方面の線路・単式ホーム各1面1線を有する上下2層構造。これは、北千住駅 - 湯島駅間の一部地上に幅員が狭い道路があるため、上下に単線の線路を設ける構造としたためである。この区間の中間駅はA線（代々木上原方面）の線路・ホームが上層に、B線（綾瀬方面）の線路・ホームが下層にある。駅中心部における地表からレール面までの深さは、1番線が9.4 m、2番線が15.3 mある。
前述したとおり、開業時点では町屋寄りの半分ほどの施設で営業していた。
当駅でJR線に乗り換える利用客は乗り継ぎ専用改札を通る必要があり、交通系ICカード乗車券や当駅接続の連絡乗車券を所持していない利用客は改札通過前に精算（区間変更）することになる。乗り継ぎ精算機は設置されておらず、精算はすべて有人窓口での対応となる。当駅は通過連絡運輸の適用を入場後にも受けられる稀な例でもある。
精算窓口の上部には、運賃計算の基準や発売範囲の掲示とともに「今度からは連絡きっぷをお求め下さい」との注意書きがある。当駅の連絡改札経由の場合と、北千住駅の連絡通路を通って常磐快速線日暮里駅経由の場合とでは、算出される運賃が異なる。また、2007年（平成19年）3月18日から首都圏ICカード相互利用サービスが開始され、IC乗車券1枚でも常磐線から当駅を経由してのJR線への乗り継ぎが可能となったが、IC乗車券の場合は通過連絡運輸の場合とは異なり、個別に算出した運賃の合計額から100円を値引きした運賃となる。当初はSuica・PASMOのみ利用可能で、Suicaと相互利用可能なICカードは利用できなかったが、2013年（平成25年）3月23日より相互利用サービスの拡大に伴ってSuica・PASMOと相互利用可能なICカードは全て利用できるようになった。
乗り換え用自動改札機はJR東日本のものを使っているが、2枚投入に対応している一方、東京メトロの磁気券との併用には対応していない。SuicaとPASMOおよび相互利用可能なICカードについては、東京メトロの磁気券を投入後タッチすることにより利用可能である。

#### のりば
| 番線 | 路線     | 行先                     |
| ---- | -------- | ------------------------ |
| 1    | 千代田線 | 代々木上原・伊勢原方面   |
| 2    | 千代田線 | 北綾瀬・我孫子・取手方面 |

#### 発車メロディ
2018年（平成30年）10月27日より、スイッチ制作の発車メロディ（発車サイン音）を使用している。
曲は1番線が「ソーダ水」（福嶋尚哉作曲）、2番線が「帰り道」（大和優子作曲）である。

### JR東日本
JR東日本ステーションサービスが駅業務を受託している日暮里駅管理の業務委託駅である。島式ホーム2面4線を有する高架駅で、千代田線構内でJRへの乗り換えを可能にするための中間改札が地下にある。指定席券売機、VIEW ALTTEが設置されている。以前はみどりの窓口も設置されていたが、2013年（平成25年）12月14日をもって営業を終了した。
2007年（平成19年）春までにコンコースと各ホームを連絡するバリアフリー設備を整備した。これにより、エスカレーターが田端駅・日暮里駅寄りと連絡するほか、エレベーターも日暮里寄りに設置され、併せて多機能トイレも設置された。なお、エスカレーターはこのほかにも、コンコースと千代田線乗り換え改札口を連絡している。
2019年（令和元年）には、コンコースに文化交流拠点「エキラボ niri」、地域や駅の情報を発信する「コミュニケーション・ウォール」、エキナカカフェ「BECK'S COFFEE SHOP 西日暮里店」の開業が行われた。
かつては、電車到着時に「西日暮里、西日暮里、地下鉄千代田線はお乗り換えです」という放送が流れていたが、ATOS導入後はこのような放送が行われなくなった。

#### のりば
| 番線 | 路線       | 方向   | 行先                 |
| ---- | ---------- | ------ | -------------------- |
| 1    | 京浜東北線 | 南行   | 上野・東京・横浜方面 |
| 2    | 山手線     | 外回り | 上野・東京・品川方面 |
| 3    | 山手線     | 内回り | 池袋・新宿・渋谷方面 |
| 4    | 京浜東北線 | 北行   | 赤羽・浦和・大宮方面 |

京浜東北線の快速運転時間帯は当駅を通過するため、1・4番線には列車が停車しない。この時間帯に大井町以遠に向かう利用客は2番線の山手線を利用して上野駅で、上中里以遠に向かう利用客は3番線の山手線を利用して、田端駅での乗り換えを要する。なお、通過放送の後にその旨の案内放送が流れる。

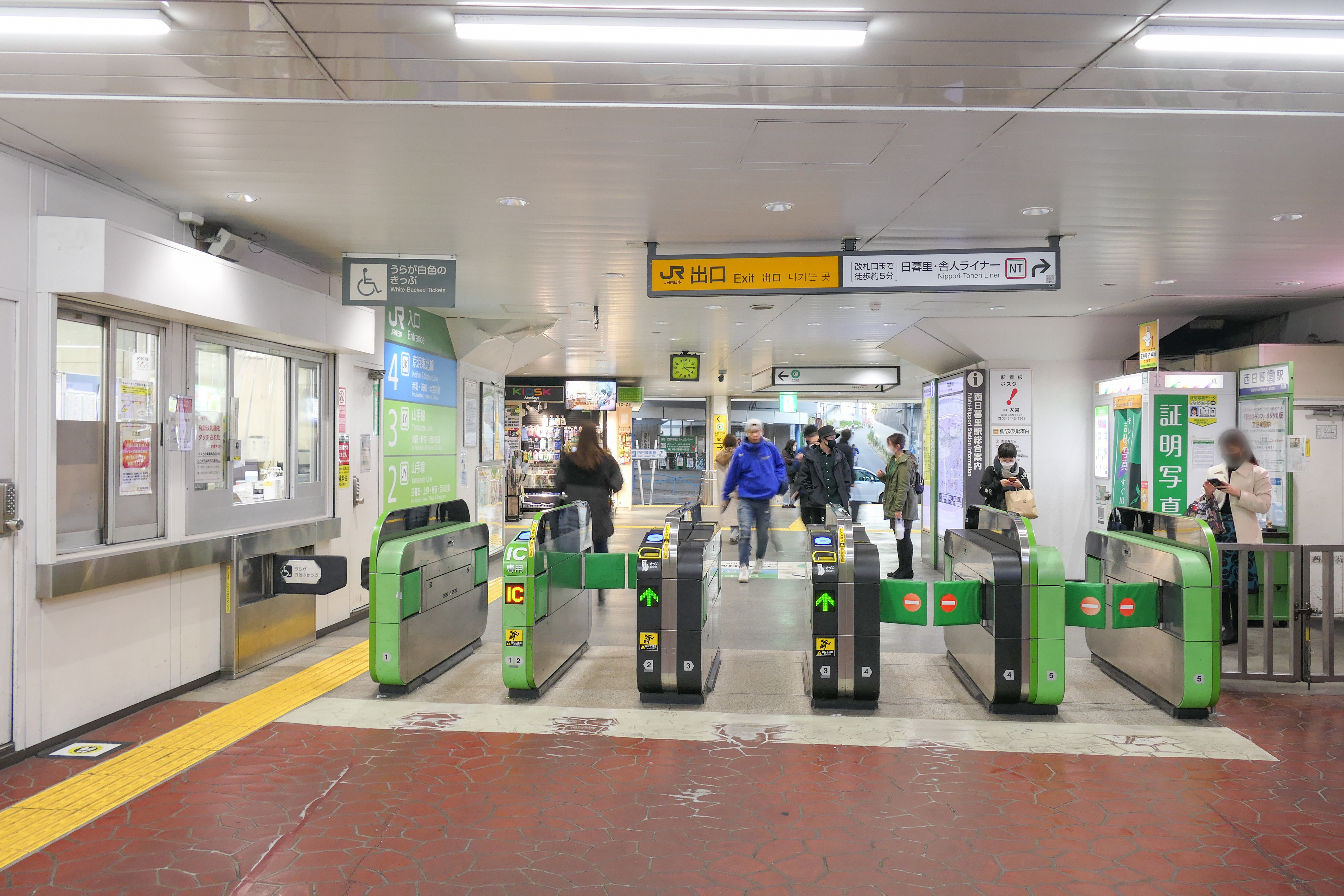
改札口（2022年12月）
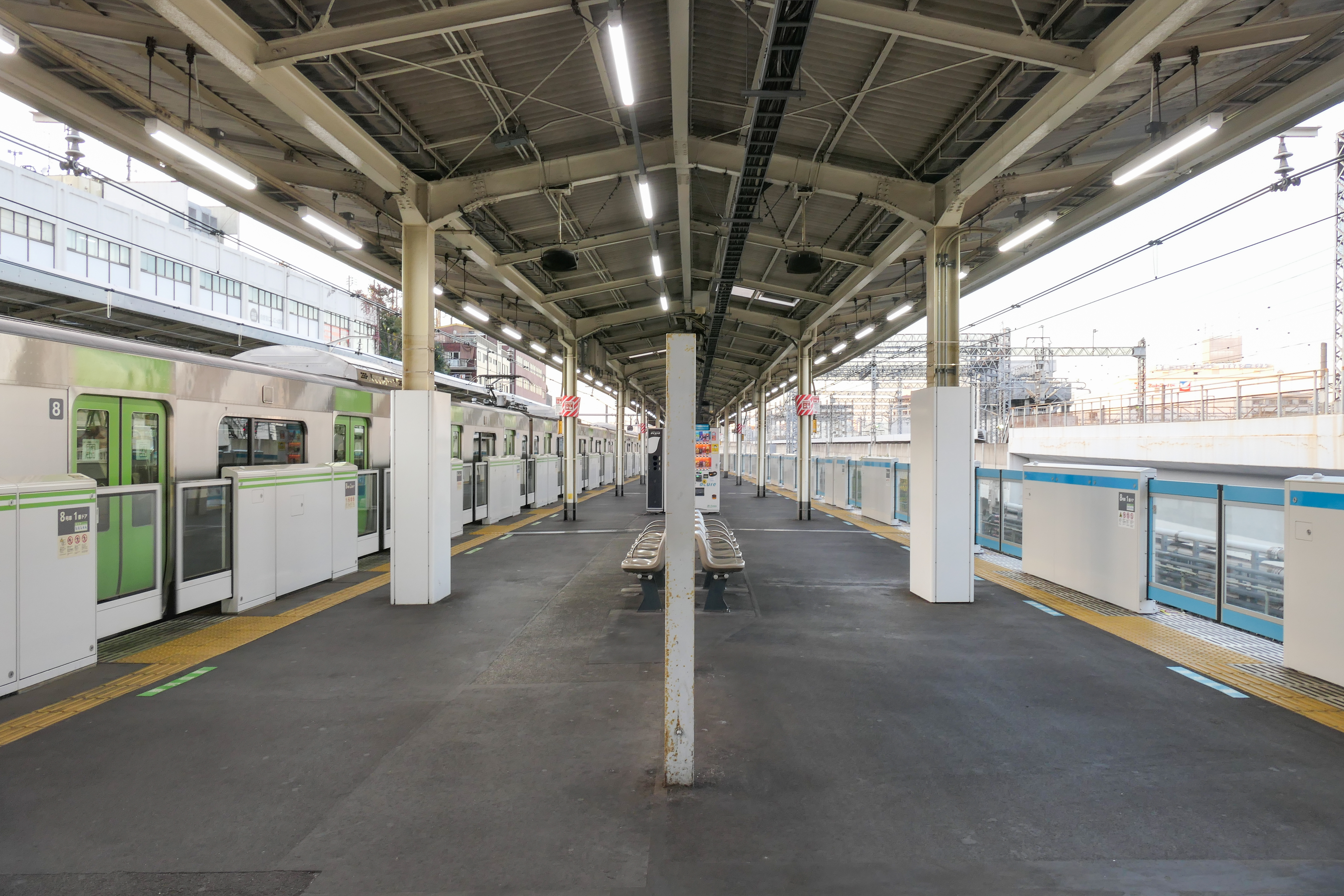
1・2番線ホーム（2022年12月）
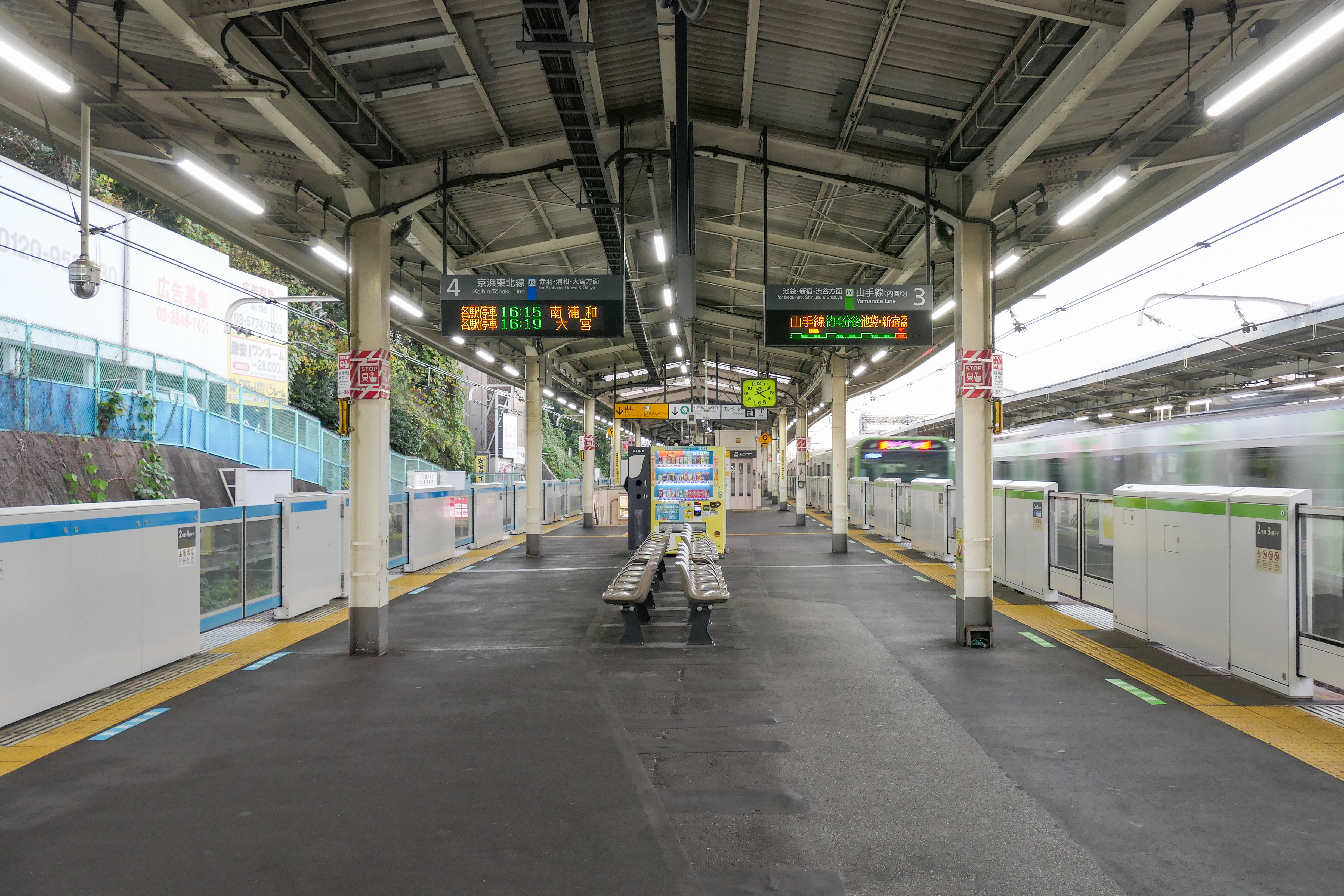
3・4番線ホーム（2022年12月）

#### バリアフリー設備

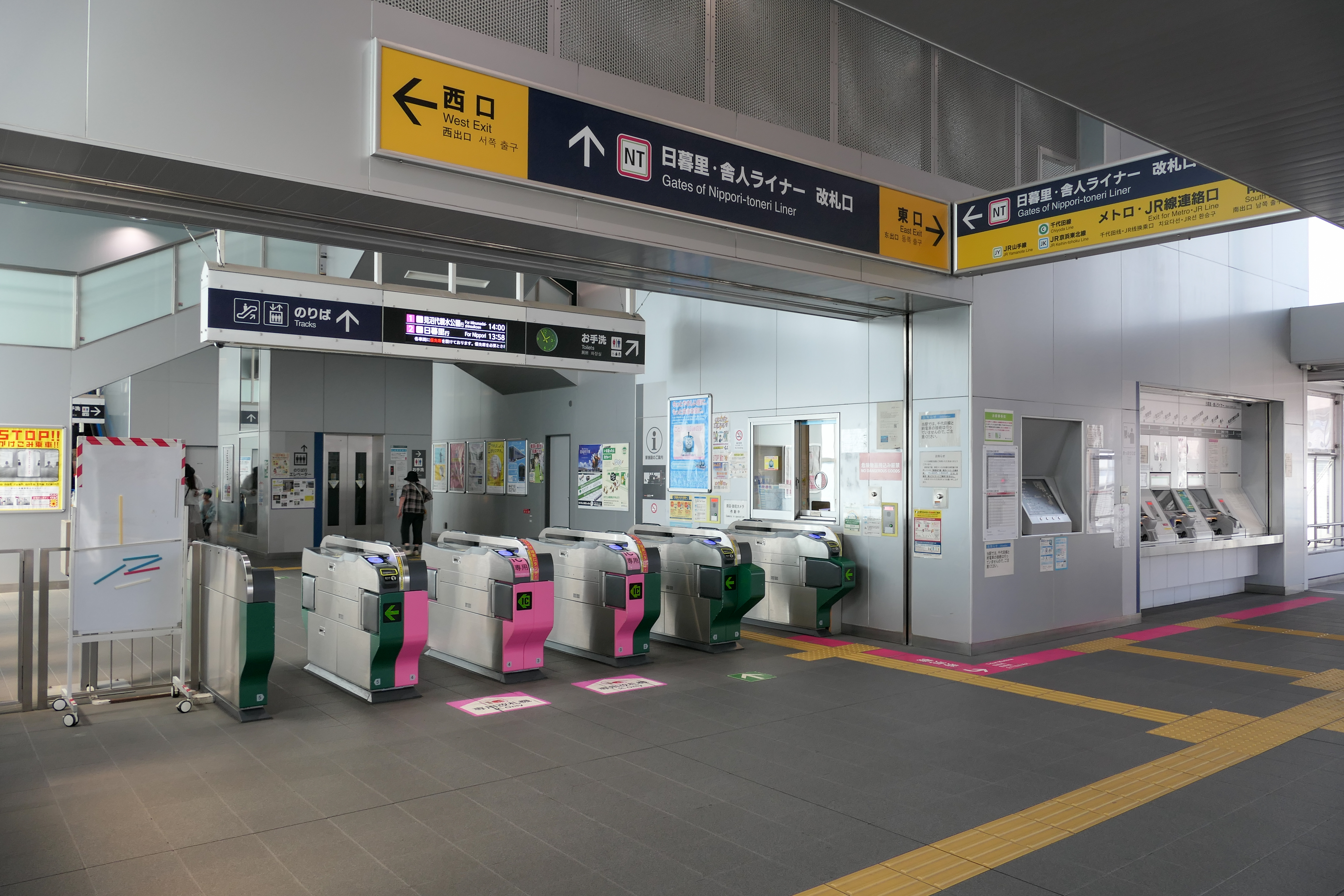
改札口（2023年7月）
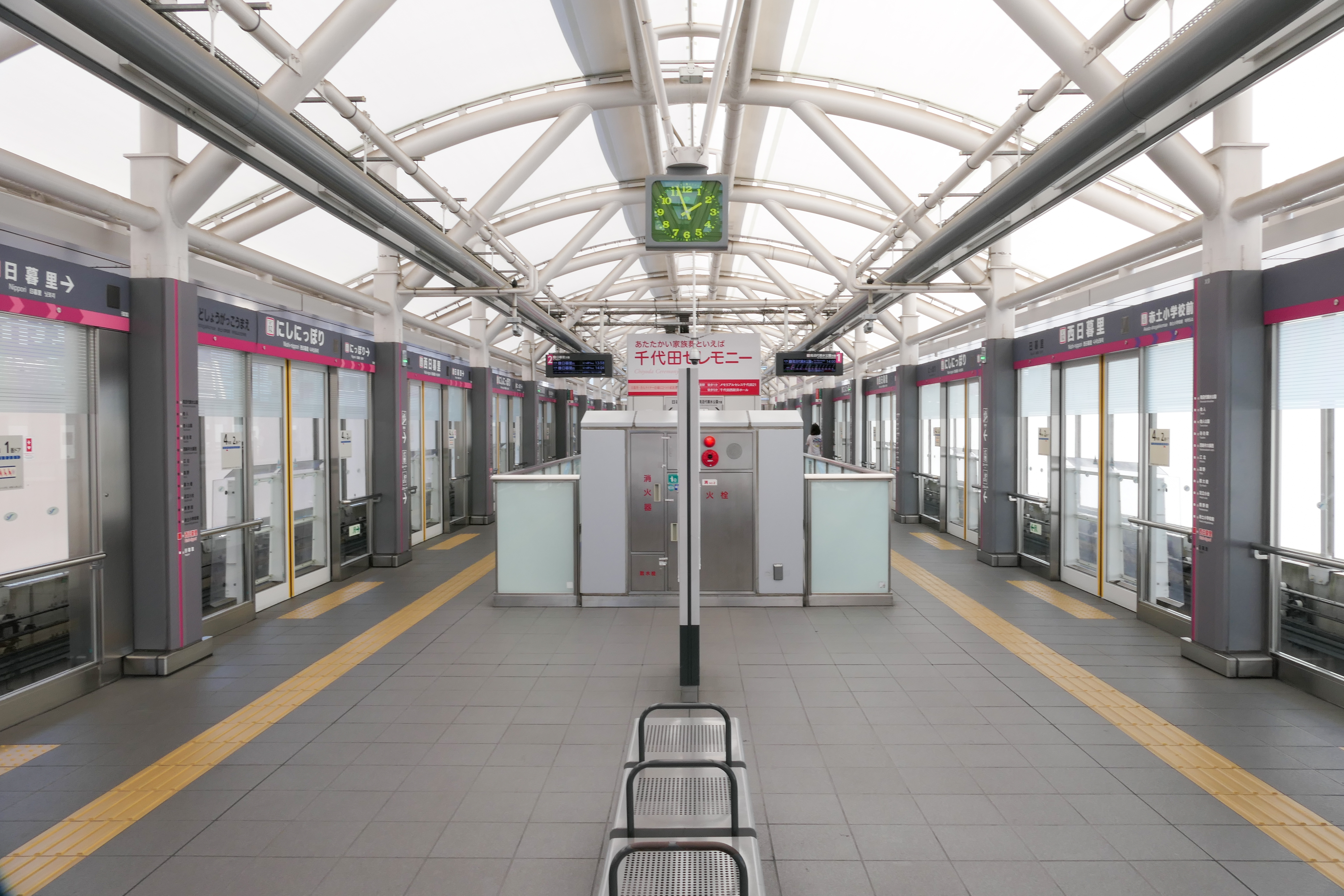
ホーム（2023年7月）
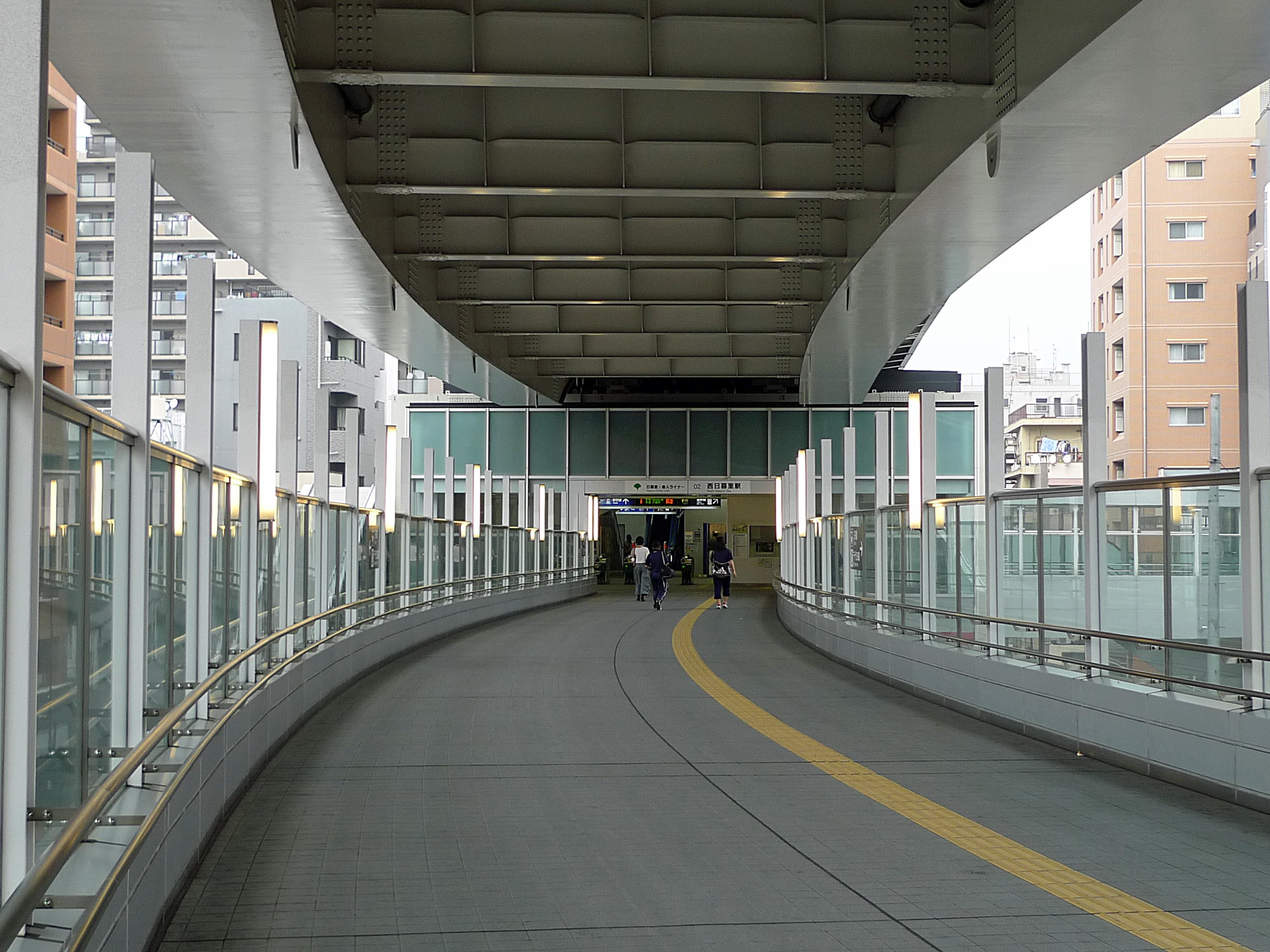
改札前通路（2009年6月）

- 上り・下りエスカレーター：連絡改札口 - JR改札口 - ホーム
- エレベーター：JR改札口 - ホーム
- エスカル（階段に設置されている車椅子用昇降機）：JR改札口 - 連絡改札口
- 多機能トイレ：JRコンコース改札内

### 東京都交通局
島式ホーム1面2線を有する高架駅である。駅舎は尾久橋通り真上、京成電鉄本線とJR常磐線から分かれる田端貨物線が交差する付近の複雑な位置にある。
出入口は駅舎東西両側と歩行者デッキによって西日暮里5丁目交差点を渡った東西両側（東京メトロ千代田線出入口2・3番に隣接）の4か所。JRの駅舎とは直接つながっておらず、両駅間は徒歩で数分を要する（隣の日暮里駅での乗り換えがより至近である）。一方、東京メトロの駅とはエレベーターで結ばれている。
当初は無人駅で日暮里駅から遠隔管理されていたが、現在は東京都営交通協力会が受託する業務委託駅となっている。

#### のりば
| 番線 | 路線                 | 行先               |
| ---- | -------------------- | ------------------ |
| 1    | 日暮里・舎人ライナー | 見沼代親水公園方面 |
| 2    | 日暮里・舎人ライナー | 日暮里方面         |

#### バリアフリー設備
- エスカレーター
- 多機能トイレ
- エレベーター

- 改札口（2023年7月）
- ホーム（2023年7月）
- 改札前通路（2009年6月）

## 利用状況

### 東京メトロ
2024年度（令和6年度）の1日平均乗降人員は154,330人である。東京メトロ全130駅の中では、飯田橋駅に次いで第15位。
開業後以降の推移は以下のとおりである。

#### 1日平均乗車人員（1969年 - 2000年）
| 1日平均乗車人員推移（営団）（1974年 - 2000年） | 1日平均乗車人員推移（営団）（1974年 - 2000年） | 1日平均乗車人員推移（営団）（1974年 - 2000年） |
| 年度                                           | 乗車人員                                       | 出典 （東京都）                                |
| ---------------------------------------------- | ---------------------------------------------- | ---------------------------------------------- |
| 1969年（昭和44年）                             | 1,971                                          | [ 都 1 ]                                       |
| 1970年（昭和45年）                             | 2,455                                          | [ 都 2 ]                                       |
| 1971年（昭和46年）                             | 62,888                                         | [ 都 3 ]                                       |
| 1972年（昭和47年）                             | 79,230                                         | [ 都 4 ]                                       |
| 1973年（昭和48年）                             | 77,523                                         | [ 都 5 ]                                       |
| 1974年（昭和49年）                             | 80,233                                         | [ 都 6 ]                                       |
| 1975年（昭和50年）                             | 77,295                                         | [ 都 7 ]                                       |
| 1976年（昭和51年）                             | 81,307                                         | [ 都 8 ]                                       |
| 1977年（昭和52年）                             | 83,745                                         | [ 都 9 ]                                       |
| 1978年（昭和53年）                             | 83,334                                         | [ 都 10 ]                                      |
| 1979年（昭和54年）                             | 84,779                                         | [ 都 11 ]                                      |
| 1980年（昭和55年）                             | 86,751                                         | [ 都 12 ]                                      |
| 1981年（昭和56年）                             | 88,019                                         | [ 都 13 ]                                      |
| 1982年（昭和57年）                             | 87,441                                         | [ 都 14 ]                                      |
| 1983年（昭和58年）                             | 87,429                                         | [ 都 15 ]                                      |
| 1984年（昭和59年）                             | 87,989                                         | [ 都 16 ]                                      |
| 1985年（昭和60年）                             | 86,808                                         | [ 都 17 ]                                      |
| 1986年（昭和61年）                             | 87,071                                         | [ 都 18 ]                                      |
| 1987年（昭和62年）                             | 88,221                                         | [ 都 19 ]                                      |
| 1988年（昭和63年）                             | 90,011                                         | [ 都 20 ]                                      |
| 1989年（平成元年）                             | 91,386                                         | [ 都 21 ]                                      |
| 1990年（平成02年）                             | 92,578                                         | [ 都 22 ]                                      |
| 1991年（平成03年）                             | 93,186                                         | [ 都 23 ]                                      |
| 1992年（平成04年）                             | 93,668                                         | [ 都 24 ]                                      |
| 1993年（平成05年）                             | 91,890                                         | [ 都 25 ]                                      |
| 1994年（平成06年）                             | 90,047                                         | [ 都 26 ]                                      |
| 1995年（平成07年）                             | 87,893                                         | [ 都 27 ]                                      |
| 1996年（平成08年）                             | 85,655                                         | [ 都 28 ]                                      |
| 1997年（平成09年）                             | 83,121                                         | [ 都 29 ]                                      |
| 1998年（平成10年）                             | 80,395                                         | [ 都 30 ]                                      |
| 1999年（平成11年）                             | 77,951                                         | [ 都 31 ]                                      |
| 2000年（平成12年）                             | 76,321                                         | [ 都 32 ]                                      |

#### 1日平均乗車人員・乗降人員（2001年以降）
| 1日平均乗車人員・乗降人員推移（営団／東京メトロ） | 1日平均乗車人員・乗降人員推移（営団／東京メトロ） | 1日平均乗車人員・乗降人員推移（営団／東京メトロ） | 1日平均乗車人員・乗降人員推移（営団／東京メトロ） | 1日平均乗車人員・乗降人員推移（営団／東京メトロ） | 1日平均乗車人員・乗降人員推移（営団／東京メトロ） | 1日平均乗車人員・乗降人員推移（営団／東京メトロ） | 1日平均乗車人員・乗降人員推移（営団／東京メトロ） | 1日平均乗車人員・乗降人員推移（営団／東京メトロ） | 1日平均乗車人員・乗降人員推移（営団／東京メトロ） | 1日平均乗車人員・乗降人員推移（営団／東京メトロ） |
| 年度                                              | 乗車人員                                          | 乗降人員                                          | 乗降人員                                          | 乗降人員                                          | 乗降人員                                          | 乗降人員                                          | 出典                                              | 出典                                              | 出典                                              | 出典                                              |
| 年度                                              | 乗車人員                                          | 定期外                                            | 定期                                              | 合計                                              | 増加率                                            | 順位                                              | メトロ                                            | 関東広告                                          | 東京都                                            | 荒川区                                            |
| ------------------------------------------------- | ------------------------------------------------- | ------------------------------------------------- | ------------------------------------------------- | ------------------------------------------------- | ------------------------------------------------- | ------------------------------------------------- | ------------------------------------------------- | ------------------------------------------------- | ------------------------------------------------- | ------------------------------------------------- |
| 2001年（平成13年）                                | 73,877                                            |                                                   |                                                   | 151,051                                           | −3.8%                                             | 11位                                              | [ メ 2 ]                                          |                                                   | [ 都 33 ]                                         |                                                   |
| 2002年（平成14年）                                | 71,159                                            |                                                   |                                                   | 144,835                                           | −4.1%                                             | 11位                                              | [ メ 3 ]                                          |                                                   | [ 都 34 ]                                         |                                                   |
| 2003年（平成15年）                                | 68,956                                            | 38,955                                            | 101,316                                           | 140,271                                           | −3.2%                                             | 12位                                              | [ メ 4 ]                                          | [ 関広 1 ]                                        | [ 都 35 ]                                         |                                                   |
| 2004年（平成16年）                                | 68,164                                            | 40,913                                            | 99,078                                            | 139,991                                           | −0.2%                                             | 12位                                              | [ メ 5 ]                                          | [ 関広 2 ]                                        | [ 都 36 ]                                         |                                                   |
| 2005年（平成17年）                                | 67,567                                            | 41,528                                            | 96,918                                            | 138,446                                           | −1.1%                                             | 13位                                              | [ メ 6 ]                                          | [ 関広 3 ]                                        | [ 都 37 ]                                         |                                                   |
| 2006年（平成18年）                                | 67,244                                            | 41,816                                            | 95,430                                            | 137,246                                           | −0.9%                                             | 14位                                              | [ メ 7 ]                                          | [ 関広 4 ]                                        | [ 都 38 ]                                         |                                                   |
| 2007年（平成19年）                                | 75,183                                            | 54,067                                            | 99,016                                            | 153,083                                           | 11.5%                                             | 12位                                              | [ メ 8 ]                                          | [ 関広 5 ]                                        | [ 都 39 ]                                         |                                                   |
| 2008年（平成20年）                                | 77,132                                            | 58,669                                            | 99,774                                            | 158,443                                           | 3.5%                                              | 12位                                              | [ メ 9 ]                                          | [ 関広 6 ]                                        | [ 都 40 ]                                         |                                                   |
| 2009年（平成21年）                                | 76,600                                            | 58,238                                            | 99,344                                            | 157,582                                           | −0.5%                                             | 12位                                              | [ メ 10 ]                                         | [ 関広 7 ]                                        | [ 都 41 ]                                         |                                                   |
| 2010年（平成22年）                                | 76,537                                            | 58,494                                            | 99,308                                            | 157,802                                           | 0.1%                                              | 12位                                              | [ メ 11 ]                                         | [ 関広 8 ]                                        | [ 都 42 ]                                         |                                                   |
| 2011年（平成23年）                                | 75,891                                            | 58,202                                            | 98,202                                            | 156,404                                           | −0.9%                                             | 13位                                              | [ メ 12 ]                                         | [ 関広 9 ]                                        | [ 都 43 ]                                         |                                                   |
| 2012年（平成24年）                                | 77,030                                            | 59,869                                            | 98,686                                            | 158,555                                           | 1.4%                                              | 14位                                              | [ メ 13 ]                                         | [ 関広 10 ]                                       | [ 都 44 ]                                         |                                                   |
| 2013年（平成25年）                                | 79,334                                            | 61,520                                            | 101,332                                           | 162,852                                           | 2.7%                                              | 15位                                              | [ メ 14 ]                                         | [ 関広 11 ]                                       | [ 都 45 ]                                         |                                                   |
| 2014年（平成26年）                                | 80,397                                            | 63,243                                            | 101,458                                           | 164,701                                           | 1.1%                                              | 15位                                              | [ メ 15 ]                                         | [ 関広 12 ]                                       | [ 都 46 ]                                         |                                                   |
| 2015年（平成27年）                                | 81,240                                            | 64,483                                            | 101,674                                           | 166,157                                           | 0.9%                                              | 17位                                              | [ メ 16 ]                                         | [ 関広 13 ]                                       | [ 都 47 ]                                         |                                                   |
| 2016年（平成28年）                                | 82,685                                            | 65,889                                            | 103,270                                           | 169,159                                           | 1.8%                                              | 17位                                              | [ メ 17 ]                                         | [ 関広 14 ]                                       | [ 都 48 ]                                         |                                                   |
| 2017年（平成29年）                                | 83,523                                            | 66,390                                            | 104,366                                           | 170,756                                           | 0.9%                                              | 17位                                              | [ メ 18 ]                                         | [ 関広 15 ]                                       | [ 都 49 ]                                         |                                                   |
| 2018年（平成30年）                                | 83,395                                            | 66,465                                            | 103,924                                           | 170,389                                           | −0.2%                                             | 17位                                              | [ メ 19 ]                                         | [ 関広 16 ]                                       | [ 都 50 ]                                         |                                                   |
| 2019年（令和元年）                                | 82,672                                            | 65,196                                            | 103,282                                           | 168,478                                           | −1.1%                                             | 17位                                              | [ メ 20 ]                                         | [ 関広 17 ]                                       | [ 都 51 ]                                         |                                                   |
| 2020年（令和02年）                                | 60,101                                            | 43,825                                            | 77,974                                            | 121,799                                           | −27.7%                                            | 12位                                              | [ メ 21 ]                                         | [ 関広 18 ]                                       | [ 都 52 ]                                         |                                                   |
| 2021年（令和03年）                                | 63,400                                            | 51,234                                            | 77.316                                            | 128,550                                           | 5.5%                                              | 14位                                              | [ メ 22 ]                                         | [ 関広 19 ]                                       | [ 都 53 ]                                         |                                                   |
| 2022年（令和04年）                                | 70,855                                            | 59,863                                            | 83,954                                            | 143,717                                           | 11.8%                                             | 14位                                              | [ メ 23 ]                                         | [ 関広 20 ]                                       | [ 都 54 ]                                         | [ 荒 1 ]                                          |
| 2023年（令和05年）                                |                                                   | 64,089                                            | 86,950                                            | 151,039                                           | 5.1%                                              | 14位                                              | [ メ 24 ]                                         | [ 関広 21 ]                                       | [ 都 55 ]                                         |                                                   |
| 2024年（令和06年）                                |                                                   |                                                   |                                                   | 154,330                                           | 2.2%                                              | 15位                                              | [ メ 1 ]                                          |                                                   |                                                   |                                                   |

備考
1. ↑  1969年（昭和44年）12月20日に開業。開業日から1970年3月31日までの計102日間を集計したデータ。

### JR東日本
2023年度（令和5年度）の1日平均乗車人員は88,139人である。JR東日本管内の駅では松戸駅に次いで第41位。
開業後以降の推移は以下のとおりである。

#### 1日平均乗車人員（1971年 - 2000年）
| 1日平均乗車人員推移（国鉄／JR東日本）（1969年 - 2000年） | 1日平均乗車人員推移（国鉄／JR東日本）（1969年 - 2000年） | 1日平均乗車人員推移（国鉄／JR東日本）（1969年 - 2000年） | 1日平均乗車人員推移（国鉄／JR東日本）（1969年 - 2000年） | 1日平均乗車人員推移（国鉄／JR東日本）（1969年 - 2000年） |
| 年度                                                     | 乗車人員                                                 | 順位                                                     | 出典                                                     | 出典                                                     |
| 年度                                                     | 乗車人員                                                 | 順位                                                     | JR                                                       | 東京都                                                   |
| -------------------------------------------------------- | -------------------------------------------------------- | -------------------------------------------------------- | -------------------------------------------------------- | -------------------------------------------------------- |
| 1971年（昭和46年）                                       | 45,954                                                   |                                                          |                                                          | [ 都 3 ]                                                 |
| 1972年（昭和47年）                                       | 14,545                                                   |                                                          |                                                          | [ 都 56 ]                                                |
| 1973年（昭和48年）                                       | 15,132                                                   |                                                          |                                                          | [ 都 57 ]                                                |
| 1974年（昭和49年）                                       | 16,797                                                   |                                                          |                                                          | [ 都 58 ]                                                |
| 1975年（昭和50年）                                       | 18,221                                                   |                                                          |                                                          | [ 都 59 ]                                                |
| 1976年（昭和51年）                                       | 87,340                                                   |                                                          |                                                          | [ 都 60 ]                                                |
| 1977年（昭和52年）                                       | 86,951                                                   |                                                          |                                                          | [ 都 61 ]                                                |
| 1978年（昭和53年）                                       | 89,373                                                   |                                                          |                                                          | [ 都 62 ]                                                |
| 1979年（昭和54年）                                       | 88,923                                                   |                                                          |                                                          | [ 都 63 ]                                                |
| 1980年（昭和55年）                                       | 88,449                                                   |                                                          |                                                          | [ 都 64 ]                                                |
| 1981年（昭和56年）                                       | 88,123                                                   |                                                          |                                                          | [ 都 65 ]                                                |
| 1982年（昭和57年）                                       | 87,038                                                   |                                                          |                                                          | [ 都 66 ]                                                |
| 1983年（昭和58年）                                       | 88,194                                                   |                                                          |                                                          | [ 都 67 ]                                                |
| 1984年（昭和59年）                                       | 92,600                                                   |                                                          |                                                          | [ 都 68 ]                                                |
| 1985年（昭和60年）                                       | 89,852                                                   |                                                          |                                                          | [ 都 69 ]                                                |
| 1986年（昭和61年）                                       | 96,959                                                   |                                                          |                                                          | [ 都 70 ]                                                |
| 1987年（昭和62年）                                       | 93,486                                                   |                                                          |                                                          | [ 都 71 ]                                                |
| 1988年（昭和63年）                                       | 104,551                                                  |                                                          |                                                          | [ 都 72 ]                                                |
| 1989年（平成元年）                                       | 106,252                                                  |                                                          |                                                          | [ 都 73 ]                                                |
| 1990年（平成02年）                                       | 109,126                                                  |                                                          |                                                          | [ 都 74 ]                                                |
| 1991年（平成03年）                                       | 111,500                                                  |                                                          |                                                          | [ 都 75 ]                                                |
| 1992年（平成04年）                                       | 112,808                                                  |                                                          |                                                          | [ 都 24 ]                                                |
| 1993年（平成05年）                                       | 111,693                                                  |                                                          |                                                          | [ 都 25 ]                                                |
| 1994年（平成06年）                                       | 109,756                                                  |                                                          |                                                          | [ 都 76 ]                                                |
| 1995年（平成07年）                                       | 108,005                                                  |                                                          |                                                          | [ 都 77 ]                                                |
| 1996年（平成08年）                                       | 107,496                                                  |                                                          |                                                          | [ 都 78 ]                                                |
| 1997年（平成09年）                                       | 103,971                                                  |                                                          |                                                          | [ 都 79 ]                                                |
| 1998年（平成10年）                                       | 101,351                                                  |                                                          |                                                          | [ 都 30 ]                                                |
| 1999年（平成11年）                                       | 99,116                                                   | 34位                                                     | [ JR 2 ]                                                 | [ 都 31 ]                                                |
| 2000年（平成12年）                                       | 96,355                                                   | 35位                                                     | [ JR 3 ]                                                 | [ 都 80 ]                                                |

#### 1日平均乗車人員（2001年以降）
| 1日平均乗車人員推移（JR東日本）（2001年度以降） | 1日平均乗車人員推移（JR東日本）（2001年度以降） | 1日平均乗車人員推移（JR東日本）（2001年度以降） | 1日平均乗車人員推移（JR東日本）（2001年度以降） | 1日平均乗車人員推移（JR東日本）（2001年度以降） | 1日平均乗車人員推移（JR東日本）（2001年度以降） | 1日平均乗車人員推移（JR東日本）（2001年度以降） | 1日平均乗車人員推移（JR東日本）（2001年度以降） | 1日平均乗車人員推移（JR東日本）（2001年度以降） |
| 年度                                            | 乗車人員                                        | 乗車人員                                        | 乗車人員                                        | 乗車人員                                        | 乗車人員                                        | 出典                                            | 出典                                            | 出典                                            |
| 年度                                            | 定期外                                          | 定期                                            | 合計                                            | 前年度比                                        | 順位                                            | JR                                              | 東京都                                          | 荒川区                                          |
| ----------------------------------------------- | ----------------------------------------------- | ----------------------------------------------- | ----------------------------------------------- | ----------------------------------------------- | ----------------------------------------------- | ----------------------------------------------- | ----------------------------------------------- | ----------------------------------------------- |
| 2001年（平成13年）                              |                                                 |                                                 | 94,157                                          |                                                 | 35位                                            | [ JR 4 ]                                        | [ 都 81 ]                                       |                                                 |
| 2002年（平成14年）                              |                                                 |                                                 | 91,973                                          |                                                 | 36位                                            | [ JR 5 ]                                        | [ 都 82 ]                                       |                                                 |
| 2003年（平成15年）                              |                                                 |                                                 | 90,236                                          |                                                 | 37位                                            | [ JR 6 ]                                        | [ 都 83 ]                                       |                                                 |
| 2004年（平成16年）                              |                                                 |                                                 | 88,793                                          |                                                 | 38位                                            | [ JR 7 ]                                        | [ 都 84 ]                                       |                                                 |
| 2005年（平成17年）                              |                                                 |                                                 | 87,392                                          |                                                 | 41位                                            | [ JR 8 ]                                        | [ 都 85 ]                                       |                                                 |
| 2006年（平成18年）                              |                                                 |                                                 | 86,525                                          |                                                 | 46位                                            | [ JR 9 ]                                        | [ 都 86 ]                                       |                                                 |
| 2007年（平成19年）                              |                                                 |                                                 | 91,955                                          |                                                 | 41位                                            | [ JR 10 ]                                       | [ 都 87 ]                                       |                                                 |
| 2008年（平成20年）                              |                                                 |                                                 | 94,227                                          |                                                 | 38位                                            | [ JR 11 ]                                       | [ 都 88 ]                                       |                                                 |
| 2009年（平成21年）                              |                                                 |                                                 | 93,939                                          |                                                 | 40位                                            | [ JR 12 ]                                       | [ 都 89 ]                                       |                                                 |
| 2010年（平成22年）                              |                                                 |                                                 | 94,059                                          |                                                 | 41位                                            | [ JR 13 ]                                       | [ 都 90 ]                                       |                                                 |
| 2011年（平成23年）                              |                                                 |                                                 | 93,891                                          |                                                 | 41位                                            | [ JR 14 ]                                       | [ 都 91 ]                                       |                                                 |
| 2012年（平成24年）                              | 35,160                                          | 59,724                                          | 94,884                                          |                                                 | 42位                                            | [ JR 15 ]                                       | [ 都 92 ]                                       |                                                 |
| 2013年（平成25年）                              | 36,220                                          | 61,048                                          | 97,268                                          |                                                 | 41位                                            | [ JR 16 ]                                       | [ 都 93 ]                                       |                                                 |
| 2014年（平成26年）                              | 37,477                                          | 60,441                                          | 97,918                                          |                                                 | 40位                                            | [ JR 17 ]                                       | [ 都 94 ]                                       |                                                 |
| 2015年（平成27年）                              | 37,796                                          | 60,884                                          | 98,681                                          |                                                 | 42位                                            | [ JR 18 ]                                       | [ 都 95 ]                                       |                                                 |
| 2016年（平成28年）                              | 38,629                                          | 61,646                                          | 100,276                                         | 1.6%                                            | 40位                                            | [ JR 19 ]                                       | [ 都 96 ]                                       |                                                 |
| 2017年（平成29年）                              | 38,974                                          | 61,943                                          | 100,917                                         | 0.6%                                            | 40位                                            | [ JR 20 ]                                       | [ 都 97 ]                                       |                                                 |
| 2018年（平成30年）                              | 39,258                                          | 61,681                                          | 100,940                                         | 0.0%                                            | 40位                                            | [ JR 21 ]                                       | [ 都 98 ]                                       |                                                 |
| 2019年（令和元年）                              | 38,107                                          | 61,588                                          | 99,696                                          | −1.2%                                           | 41位                                            | [ JR 22 ]                                       | [ 都 99 ]                                       |                                                 |
| 2020年（令和02年）                              | 25,289                                          | 46,925                                          | 72,214                                          | −27.6%                                          | 41位                                            | [ JR 23 ]                                       | [ 都 100 ]                                      |                                                 |
| 2021年（令和03年）                              | 29,553                                          | 47,003                                          | 76,556                                          | 6.0%                                            | 40位                                            | [ JR 24 ]                                       | [ 都 101 ]                                      |                                                 |
| 2022年（令和04年）                              | 34,546                                          | 49,710                                          | 84,256                                          | 10.1%                                           | 38位                                            | [ JR 25 ]                                       | [ 都 102 ]                                      | [ 荒 1 ]                                        |
| 2023年（令和05年）                              | 36,674                                          | 51,465                                          | 88,139                                          | 104.6%                                          | 41位                                            | [ JR 1 ]                                        | [ 都 103 ]                                      |                                                 |

備考
1. ↑  1971年（昭和46年）4月20日に開業。開業日から1972年3月31日までの計347日間を集計したデータ。

### 東京都交通局
2023年度（令和5年度）の1日平均乗降人員は31,946人（乗車人員：15,458人、降車人員：16,488人）である。日暮里・舎人ライナーの駅では日暮里駅に次ぐ第2位。
開業後以降の推移は以下のとおりである。
| 1日平均乗降人員推移（東京都交通局） | 1日平均乗降人員推移（東京都交通局） | 1日平均乗降人員推移（東京都交通局） | 1日平均乗降人員推移（東京都交通局） | 1日平均乗降人員推移（東京都交通局） | 1日平均乗降人員推移（東京都交通局） | 1日平均乗降人員推移（東京都交通局） | 1日平均乗降人員推移（東京都交通局） | 1日平均乗降人員推移（東京都交通局） |
| 年度                                | 乗車人員                            | 乗車人員                            | 乗車人員                            | 降車人員                            | 合計 （乗降人員）                   | 出典                                | 出典                                | 出典                                |
| 年度                                | 定期外                              | 定期                                | 合計                                | 降車人員                            | 合計 （乗降人員）                   | 交通局                              | 東京都                              | 荒川区                              |
| ----------------------------------- | ----------------------------------- | ----------------------------------- | ----------------------------------- | ----------------------------------- | ----------------------------------- | ----------------------------------- | ----------------------------------- | ----------------------------------- |
| 2007年（平成19年）                  |                                     |                                     | 7,180                               |                                     |                                     |                                     |                                     |                                     |
| 2008年（平成20年）                  | 3,178                               | 4,186                               | 7,366                               | 7,942                               | 15,308                              | [ 都交 2 ]                          | [ 都 104 ]                          |                                     |
| 2009年（平成21年）                  | 3,411                               | 5,197                               | 8,608                               | 9,342                               | 17,950                              | [ 都交 3 ]                          | [ 都 105 ]                          |                                     |
| 2010年（平成22年）                  | 3,515                               | 5,718                               | 9,259                               | 9,988                               | 19,247                              | [ 都交 4 ]                          | [ 都 106 ]                          |                                     |
| 2011年（平成23年）                  | 3,566                               | 6,008                               | 9,574                               | 10,313                              | 19,887                              | [ 都交 5 ]                          | [ 都 107 ]                          |                                     |
| 2012年（平成24年）                  | 3,879                               | 5,910                               | 9,789                               | 10,571                              | 20,360                              | [ 都交 6 ]                          | [ 都 108 ]                          |                                     |
| 2013年（平成25年）                  | 4,041                               | 6,458                               | 10,500                              | 11,328                              | 21,828                              | [ 都交 7 ]                          | [ 都 109 ]                          |                                     |
| 2014年（平成26年）                  | 4,255                               | 7,052                               | 11,308                              | 12,144                              | 23,452                              | [ 都交 8 ]                          | [ 都 110 ]                          |                                     |
| 2015年（平成27年）                  | 4,544                               | 7,743                               | 12,288                              | 13,186                              | 25,474                              | [ 都交 9 ]                          | [ 都 111 ]                          |                                     |
| 2016年（平成28年）                  | 4,690                               | 8,326                               | 13,016                              | 13,935                              | 26,951                              | [ 都交 10 ]                         | [ 都 112 ]                          |                                     |
| 2017年（平成29年）                  | 4,844                               | 9,263                               | 14,105                              | 15,045                              | 29,150                              | [ 都交 11 ]                         | [ 都 113 ]                          |                                     |
| 2018年（平成30年）                  | 4,954                               | 9,658                               | 14,612                              | 15,637                              | 30,249                              | [ 都交 12 ]                         | [ 都 114 ]                          |                                     |
| 2019年（令和元年）                  | 4,912                               | 10,019                              | 14,931                              | 15,927                              | 30,858                              | [ 都交 13 ]                         | [ 都 115 ]                          |                                     |
| 2020年（令和02年）                  | 3,996                               | 8,190                               | 12,186                              | 12,846                              | 25,032                              | [ 都交 14 ]                         | [ 都 116 ]                          |                                     |
| 2021年（令和03年）                  | 4,640                               | 8,768                               | 13,407                              | 14,211                              | 27,618                              | [ 都交 15 ]                         | [ 都 117 ]                          |                                     |
| 2022年（令和04年）                  | 5,231                               | 9,340                               | 14,571                              | 15,548                              | 30,119                              | [ 都交 16 ]                         | [ 都 118 ]                          | [ 荒 1 ]                            |
| 2023年（令和05年）                  | 5,570                               | 9,888                               | 15,458                              | 16,488                              | 31,946                              | [ 都交 1 ]                          | [ 都 119 ]                          |                                     |

備考
1. ↑  2008年3月30日開業。開業日から同年3月31日までの計2日間を集計したデータ[23]。

## 駅周辺
JR山手線・京浜東北線が南東から北西に走り、東京メトロ千代田線がそれとほぼ直交する。同線の地上部分は道灌山通りになっており、道灌山通り沿い、駅の西側には開成学園（中学校・高校）がある。同学園と道灌山通りを挟んだ向かい側は西日暮里公園になっている。
毎年8月の最終土・日曜日に開催される諏方神社の例大祭には、多くの露店が出る。
駅周辺は特に尾久橋通り沿いに中層ビルが多く、飲食店や風俗店などが多数立地するが、当駅が設置される前は住宅密集地だった。当駅開業後も駅東側の幹線道路以外では幅員の狭い道沿いに庶民的な住宅地が密集する。
なお、地下鉄2番出口前を通っている京成本線には現在駅はないが、かつては道灌山通駅（1943年〈昭和18年〉休止、1947年〈昭和22年〉廃止）が存在した。
- 西日暮里スクランブル - 地域事業創造拠点。2019年（令和元年）11月下旬に開業[報道 8]。
- 西日暮里駅前郵便局
- 荒川警察署西日暮里駅前交番
- 井島貴金属精錬東京本社
- 中越運送東京支社
  - 新潟県民エフエム放送東京支社
- やなか音楽ホール
- 開成中学校・高等学校

## バス路線
最寄り停留所は「西日暮里駅前」となる。停留所は道灌山通りと尾久橋通り上にある。すべて東京都交通局により運行されている。
尾久橋通り上
- 里48：日暮里駅前行／見沼代親水公園駅前行・江北六丁目団地前行（平日のみ運行）
- 里48-2：日暮里駅前行／加賀団地（循環）・加賀行

道灌山通り上
- 草63：池袋駅東口行・巣鴨駅前行／浅草寿町行

## その他
- 山手線の隣接する日暮里駅との駅間は、山手線の中で最も短い（営業キロで0.5 km）。適度に高低差があるため、双方の駅のホームが目視できる。田端駅との間の営業キロも0.8 kmと、両区間とも1 kmを下回る。
- 開業するまでは「新日暮里駅」と称していた[24]。
- 日暮里・舎人ライナーの高架は、京成本線及びJR常磐線をまたぐ関係で、他の駅に比べてホームの位置が高く、エスカレーターも長くなっている。

## 隣の駅
東京地下鉄（東京メトロ）
 千代田線

千駄木駅 (C 15) - 西日暮里駅 (C 16) - 町屋駅 (C 17)
東日本旅客鉄道（JR東日本）
 京浜東北線
■快速
通過
■各駅停車
田端駅 (JK 34) - 西日暮里駅 (JK 33) - 日暮里駅 (JK 32)
 山手線
田端駅 (JY 09) - 西日暮里駅 (JY 08) - 日暮里駅 (JY 07)
東京都交通局
 日暮里・舎人ライナー
日暮里駅 (NT 01) - 西日暮里駅 (NT 02) - 赤土小学校前駅 (NT 03)

### 報道発表資料
1. 1 2 3  『首都圏エリアへ「駅ナンバリング」を導入します 〜2020年東京オリンピック・パラリンピックを見据え、よりわかりやすくご利用いただける駅を目指します〜』（PDF）（プレスリリース）東日本旅客鉄道、2016年4月6日。オリジナルの2020年2月11日時点におけるアーカイブ。2021年3月5日閲覧。
2. 1 2  『東京さくらトラム（都電荒川線）及び日暮里・舎人ライナーに「駅ナンバリング」を導入いたします』（PDF）（プレスリリース）東京都交通局、2017年11月16日。オリジナルの2019年1月19日時点におけるアーカイブ。2020年5月2日閲覧。
3. ↑  “Suicaご利用可能エリアマップ（2001年11月18日当初）” (PDF).   東日本旅客鉄道. 2019年7月27日時点のオリジナルよりアーカイブ。2020年4月23日閲覧。
4. ↑  『「営団地下鉄」から「東京メトロ」へ』（プレスリリース）営団地下鉄、2004年1月27日。オリジナルの2006年7月8日時点におけるアーカイブ。2020年3月25日閲覧。
5. ↑  『PASMOは3月18日（日）サービスを開始します ー鉄道23事業者、バス31事業者が導入し、順次拡大してまいりますー』（PDF）（プレスリリース）PASMO協議会／パスモ、2006年12月21日。オリジナルの2020年5月1日時点におけるアーカイブ。2020年5月2日閲覧。
6. 1 2  『日暮里・舎人ライナー開業予定日決定! 〜平成20年3月30日（日）〜』（プレスリリース）東京都建設局／東京都都市整備局／東京都地下鉄建設／東京都交通局、2007年10月1日。オリジナルの2007年10月9日時点におけるアーカイブ。2020年5月2日閲覧。
7. ↑  『より安全な駅ホーム・踏切の実現に向けた取組みについて』（PDF）（プレスリリース）東日本旅客鉄道、2019年4月3日。オリジナルの2019年4月6日時点におけるアーカイブ。2019年8月17日閲覧。
8. 1 2  『西日暮里駅に、まちの個性を発揮する学びの場 「エキラボ niri」「西日暮里スクランブル」が誕生します! ～山手線を起点に、個性的で心豊かな都市生活空間を創造します～』（PDF）（プレスリリース）東日本旅客鉄道東京支社、2019年9月17日。オリジナルの2020年6月24日時点におけるアーカイブ。2020年6月24日閲覧。

### 利用状況に関する出典
JR東日本
1. 1 2 3  “各駅の乗車人員（2023年度）”.   東日本旅客鉄道. 2024年12月3日閲覧。
2. ↑  “各駅の乗車人員（1999年度）”.   東日本旅客鉄道. 2024年12月3日閲覧。
3. ↑  “各駅の乗車人員（2000年度）”.   東日本旅客鉄道. 2024年12月3日閲覧。
4. ↑  “各駅の乗車人員（2001年度）”.   東日本旅客鉄道. 2024年12月3日閲覧。
5. ↑  “各駅の乗車人員（2002年度）”.   東日本旅客鉄道. 2024年12月3日閲覧。
6. ↑  “各駅の乗車人員（2003年度）”.   東日本旅客鉄道. 2024年12月3日閲覧。
7. ↑  “各駅の乗車人員（2004年度）”.   東日本旅客鉄道. 2024年12月3日閲覧。
8. ↑  “各駅の乗車人員（2005年度）”.   東日本旅客鉄道. 2024年12月3日閲覧。
9. ↑  “各駅の乗車人員（2006年度）”.   東日本旅客鉄道. 2024年12月3日閲覧。
10. ↑  “各駅の乗車人員（2007年度）”.   東日本旅客鉄道. 2024年12月3日閲覧。
11. ↑  “各駅の乗車人員（2008年度）”.   東日本旅客鉄道. 2024年12月3日閲覧。
12. ↑  “各駅の乗車人員（2009年度）”.   東日本旅客鉄道. 2024年12月3日閲覧。
13. ↑  “各駅の乗車人員（2010年度）”.   東日本旅客鉄道. 2024年12月3日閲覧。
14. ↑  “各駅の乗車人員（2011年度）”.   東日本旅客鉄道. 2024年12月3日閲覧。
15. ↑  “各駅の乗車人員（2012年度）”.   東日本旅客鉄道. 2024年12月3日閲覧。
16. ↑  “各駅の乗車人員（2013年度）”.   東日本旅客鉄道. 2024年12月3日閲覧。
17. ↑  “各駅の乗車人員（2014年度）”.   東日本旅客鉄道. 2024年12月3日閲覧。
18. ↑  “各駅の乗車人員（2015年度）”.   東日本旅客鉄道. 2024年12月3日閲覧。
19. ↑  “各駅の乗車人員（2016年度）”.   東日本旅客鉄道. 2024年12月3日閲覧。
20. ↑  “各駅の乗車人員（2017年度）”.   東日本旅客鉄道. 2024年12月3日閲覧。
21. ↑  “各駅の乗車人員（2018年度）”.   東日本旅客鉄道. 2024年12月3日閲覧。
22. ↑  “各駅の乗車人員（2019年度）”.   東日本旅客鉄道. 2024年12月3日閲覧。
23. ↑  “各駅の乗車人員（2020年度）”.   東日本旅客鉄道. 2024年12月3日閲覧。
24. ↑  “各駅の乗車人員（2021年度）”.   東日本旅客鉄道. 2024年12月3日閲覧。
25. ↑  “各駅の乗車人員（2022年度）”.   東日本旅客鉄道. 2024年12月3日閲覧。

東京メトロ
1. 1 2 3 4  “各駅の乗降人員ランキング”.   東京地下鉄. 2025年6月23日時点のオリジナルよりアーカイブ。2025年6月27日閲覧。
2. ↑  “全駅乗降人員（平成13年度1日平均）”.   営団地下鉄. 2002年8月14日時点のオリジナルよりアーカイブ。2025年5月4日閲覧。
3. ↑  “全駅乗降人員（平成14年度1日平均）”.   営団地下鉄. 2003年8月14日時点のオリジナルよりアーカイブ。2025年5月4日閲覧。
4. ↑  “全駅乗降人員（平成15年度1日平均）”.   東京地下鉄. 2004年6月6日時点のオリジナルよりアーカイブ。2025年1月12日閲覧。
5. ↑  “駅別乗降人員順位表（平成16年度1日平均）”.   東京地下鉄. 2005年10月13日時点のオリジナルよりアーカイブ。2025年1月12日閲覧。
6. ↑  “駅別乗降人員順位表（平成17年度1日平均）”.   東京地下鉄. 2007年3月23日時点のオリジナルよりアーカイブ。2025年1月12日閲覧。
7. ↑  “駅別乗降人員順位表（平成18年度1日平均）”.   東京地下鉄. 2007年5月28日時点のオリジナルよりアーカイブ。2025年1月12日閲覧。
8. ↑  “駅別乗降人員順位表（平成19年度1日平均）”.   東京地下鉄. 2008年7月4日時点のオリジナルよりアーカイブ。2025年1月12日閲覧。
9. ↑  “駅別乗降人員順位表（平成20年度1日平均）”.   東京地下鉄. 2009年6月23日時点のオリジナルよりアーカイブ。2025年1月12日閲覧。
10. ↑  “駅別乗降人員順位表（平成21年度1日平均）”.   東京地下鉄. 2010年12月13日時点のオリジナルよりアーカイブ。2025年1月11日閲覧。
11. ↑  “駅別乗降人員順位表（平成22年度1日平均）”.   東京地下鉄. 2011年9月17日時点のオリジナルよりアーカイブ。2025年1月11日閲覧。
12. ↑  “駅別乗降人員順位表（2011年度1日平均）”.   東京地下鉄. 2012年7月16日時点のオリジナルよりアーカイブ。2025年1月11日閲覧。
13. ↑  “各駅の乗降人員ランキング（2012年度）”.   東京地下鉄. 2016年8月17日時点のオリジナルよりアーカイブ。2024年12月1日閲覧。
14. ↑  “各駅の乗降人員ランキング（2013年度）”.   東京地下鉄. 2016年8月17日時点のオリジナルよりアーカイブ。2024年12月1日閲覧。
15. ↑  “各駅の乗降人員ランキング（2014年度）”.   東京地下鉄. 2020年6月5日時点のオリジナルよりアーカイブ。2024年12月1日閲覧。
16. ↑  “各駅の乗降人員ランキング（2015年度）”.   東京地下鉄. 2020年6月5日時点のオリジナルよりアーカイブ。2024年12月1日閲覧。
17. ↑  “各駅の乗降人員ランキング（2016年度）”.   東京地下鉄. 2020年6月5日時点のオリジナルよりアーカイブ。2024年12月1日閲覧。
18. ↑  “各駅の乗降人員ランキング（2017年度）”.   東京地下鉄. 2020年6月5日時点のオリジナルよりアーカイブ。2024年12月1日閲覧。
19. ↑  “各駅の乗降人員ランキング（2018年度）”.   東京地下鉄. 2024年12月1日閲覧。
20. ↑  “各駅の乗降人員ランキング（2019年度）”.   東京地下鉄. 2024年12月1日閲覧。
21. ↑  “各駅の乗降人員ランキング（2020年度）”.   東京地下鉄. 2023年6月27日閲覧。
22. ↑  “各駅の乗降人員ランキング（2021年度）”.   東京地下鉄. 2023年6月27日閲覧。
23. ↑  “各駅の乗降人員ランキング（2022年度）”.   東京地下鉄. 2024年6月24日閲覧。
24. ↑  “各駅の乗降人員ランキング（2023年度度）”.   東京地下鉄. 2024年6月24日閲覧。

東京都交通局
1. 1 2  “Ⅴ 新交通事業” (PDF). 令和5年度 運輸統計年報.   東京都交通局. 2025年1月23日閲覧。
2. ↑  “各駅乗降人員一覧 | 東京都交通局”.   東京都交通局. 2009年9月7日時点のオリジナルよりアーカイブ。2025年1月12日閲覧。
3. ↑  “各駅乗降人員一覧 | 東京都交通局”.   東京都交通局. 2010年11月22日時点のオリジナルよりアーカイブ。2025年1月12日閲覧。
4. ↑  “各駅乗降人員一覧 | 東京都交通局”.   東京都交通局. 2012年4月27日時点のオリジナルよりアーカイブ。2025年1月12日閲覧。
5. ↑  “各駅乗降人員一覧 | 東京都交通局”.   東京都交通局. 2012年10月20日時点のオリジナルよりアーカイブ。2025年1月12日閲覧。
6. ↑  “各駅乗降人員一覧 | 東京都交通局”.   東京都交通局. 2014年2月22日時点のオリジナルよりアーカイブ。2025年1月12日閲覧。
7. ↑  “各駅乗降人員一覧 | 東京都交通局”.   東京都交通局. 2014年10月4日時点のオリジナルよりアーカイブ。2025年1月12日閲覧。
8. ↑  “各駅乗降人員一覧 | 東京都交通局”.   東京都交通局. 2015年11月25日時点のオリジナルよりアーカイブ。2025年1月12日閲覧。
9. ↑  “各駅乗降人員一覧 | 東京都交通局”.   東京都交通局. 2016年8月8日時点のオリジナルよりアーカイブ。2025年1月12日閲覧。
10. ↑  “各駅乗降人員一覧 | 東京都交通局”.   東京都交通局. 2017年9月11日時点のオリジナルよりアーカイブ。2025年1月12日閲覧。
11. ↑  “各駅乗降人員一覧 | 東京都交通局”.   東京都交通局. 2018年9月14日時点のオリジナルよりアーカイブ。2025年1月12日閲覧。
12. ↑  “Ⅴ 新交通事業” (PDF). 平成30年度 運輸統計年報.   東京都交通局. 2025年1月12日時点のオリジナルよりアーカイブ。2025年1月24日閲覧。
13. ↑  “Ⅴ 新交通事業” (PDF). 令和元年度 運輸統計年報.   東京都交通局. 2024年12月3日閲覧。
14. ↑  “Ⅴ 新交通事業” (PDF). 令和2年度 運輸統計年報.   東京都交通局. 2023年11月5日閲覧。
15. ↑  “Ⅴ 新交通事業” (PDF). 令和3年度 運輸統計年報.   東京都交通局. 2023年11月5日閲覧。
16. ↑  “Ⅴ 新交通事業” (PDF). 令和4年度 運輸統計年報.   東京都交通局. 2023年11月5日閲覧。

関東交通広告協議会
1. ↑  “東京メトロ” (PDF). 平成15年度1日平均乗降人員・通過人員.   関東交通広告協議会. 2005年3月19日時点のオリジナルよりアーカイブ。2025年1月4日閲覧。
2. ↑  “東京メトロ” (PDF). 平成16年度1日平均乗降人員・通過人員.   関東交通広告協議会. 2006年7月16日時点のオリジナルよりアーカイブ。2025年1月4日閲覧。
3. ↑  “東京メトロ” (PDF). 平成17年度1日平均乗降人員・通過人員.   関東交通広告協議会. 2007年10月14日時点のオリジナルよりアーカイブ。2025年1月4日閲覧。
4. ↑  “東京メトロ” (PDF). 平成18年度1日平均乗降人員・通過人員.   関東交通広告協議会. 2014年2月25日時点のオリジナルよりアーカイブ。2025年1月4日閲覧。
5. ↑  “東京メトロ” (PDF). 平成19年度1日平均乗降人員・通過人員.   関東交通広告協議会. 2014年2月25日時点のオリジナルよりアーカイブ。2024年12月1日閲覧。
6. ↑  “東京メトロ” (PDF). 2008年度1日平均乗降人員・通過人員.   関東交通広告協議会. 2024年12月1日閲覧。
7. ↑  “東京メトロ” (PDF). 2009年度1日平均乗降人員・通過人員.   関東交通広告協議会. 2024年12月1日閲覧。
8. ↑  “東京メトロ” (PDF). 2010年度1日平均乗降人員・通過人員.   関東交通広告協議会. 2024年12月1日閲覧。
9. ↑  “東京メトロ” (PDF). 2011年度1日平均乗降人員・通過人員.   関東交通広告協議会. 2024年12月1日閲覧。
10. ↑  “東京メトロ” (PDF). 2012年度1日平均乗降人員・通過人員.   関東交通広告協議会. 2024年12月1日閲覧。
11. ↑  “東京メトロ” (PDF). 2013年度1日平均乗降人員・通過人員.   関東交通広告協議会. 2024年12月1日閲覧。
12. ↑  “東京メトロ” (PDF). 2014年度1日平均乗降人員・通過人員.   関東交通広告協議会. 2024年12月1日閲覧。
13. ↑  “東京メトロ” (PDF). 2015年度1日平均乗降人員・通過人員.   関東交通広告協議会. 2024年12月1日閲覧。
14. ↑  “東京メトロ” (PDF). 2016年度1日平均乗降人員・通過人員.   関東交通広告協議会. 2024年12月1日閲覧。
15. ↑  “東京メトロ” (PDF). 2017年度1日平均乗降人員・通過人員.   関東交通広告協議会. 2024年12月1日閲覧。
16. ↑  “東京メトロ” (PDF). 2018年度1日平均乗降人員・通過人員.   関東交通広告協議会. 2024年12月1日閲覧。
17. ↑  “東京メトロ” (PDF). 2019年度1日平均乗降人員・通過人員.   関東交通広告協議会. 2024年12月1日閲覧。
18. ↑  “東京メトロ” (PDF). 2020年度1日平均乗降人員・通過人員.   関東交通広告協議会. 2024年12月1日閲覧。
19. ↑  “東京メトロ” (PDF). 2021年度1日平均乗降人員・通過人員.   関東交通広告協議会. 2024年12月1日閲覧。
20. ↑  “東京メトロ” (PDF). 2022年度1日平均乗降人員・通過人員.   関東交通広告協議会. 2024年12月1日閲覧。
21. ↑  “東京メトロ” (PDF). 2023年度1日平均乗降人員・通過人員.   関東交通広告協議会. 2024年12月1日閲覧。

東京都統計年鑑
1. ↑  “東京都統計年鑑 昭和44年 68～76表 運輸及び通信” (PDF). 東京都統計データアーカイブ.   東京都. 2024年11月27日閲覧。 ※東京都統計データアーカイブより、調査名と対象年を手動選択。
2. ↑  “東京都統計年鑑 昭和45年 63～72表 運輸及び通信” (PDF). 東京都統計データアーカイブ.   東京都. 2024年11月27日閲覧。 ※東京都統計データアーカイブより、調査名と対象年を手動選択。
3. 1 2  “東京都統計年鑑 昭和46年 69～81表 運輸及び通信” (PDF). 東京都統計データアーカイブ.   東京都. 2024年11月27日閲覧。 ※東京都統計データアーカイブより、調査名と対象年を手動選択。
4. ↑  “東京都統計年鑑 昭和47年 75～80表 運輸及び通信” (PDF). 東京都統計データアーカイブ.   東京都. 2024年12月3日閲覧。 ※東京都統計データアーカイブより、調査名と対象年を手動選択。
5. ↑  “東京都統計年鑑 昭和48年 75～95表 運輸及び通信” (PDF). 東京都統計データアーカイブ.   東京都. 2024年12月3日閲覧。 ※東京都統計データアーカイブより、調査名と対象年を手動選択。
6. ↑  “東京都統計年鑑 昭和49年 78～83表 運輸及び通信” (PDF). 東京都統計データアーカイブ.   東京都. 2024年12月3日閲覧。 ※東京都統計データアーカイブより、調査名と対象年を手動選択。
7. ↑  “東京都統計年鑑 昭和50年 75～94表 運輸及び通信” (PDF). 東京都統計データアーカイブ.   東京都. 2024年12月3日閲覧。 ※東京都統計データアーカイブより、調査名と対象年を手動選択。
8. ↑  “東京都統計年鑑 昭和51年 74～94表 運輸及び通信” (PDF). 東京都統計データアーカイブ.   東京都. 2024年12月3日閲覧。 ※東京都統計データアーカイブより、調査名と対象年を手動選択。
9. ↑  “東京都統計年鑑 昭和52年 76～95表 運輸及び通信” (PDF). 東京都統計データアーカイブ.   東京都. 2024年12月3日閲覧。 ※東京都統計データアーカイブより、調査名と対象年を手動選択。
10. ↑  “東京都統計年鑑 昭和53年 77～86表 運輸及び通信” (PDF). 東京都統計データアーカイブ.   東京都. 2024年12月3日閲覧。 ※東京都統計データアーカイブより、調査名と対象年を手動選択。
11. ↑  “東京都統計年鑑 昭和54年 76～95表 運輸及び通信” (PDF). 東京都統計データアーカイブ.   東京都. 2024年12月3日閲覧。 ※東京都統計データアーカイブより、調査名と対象年を手動選択。
12. ↑  “東京都統計年鑑 昭和55年 79～95表 運輸及び通信” (PDF). 東京都統計データアーカイブ.   東京都. 2024年12月3日閲覧。 ※東京都統計データアーカイブより、調査名と対象年を手動選択。
13. ↑  “東京都統計年鑑 昭和56年 76～95表 運輸及び通信” (PDF). 東京都統計データアーカイブ.   東京都. 2024年12月3日閲覧。 ※東京都統計データアーカイブより、調査名と対象年を手動選択。
14. ↑  “東京都統計年鑑 昭和57年 80～97表 運輸及び通信” (PDF). 東京都統計データアーカイブ.   東京都. 2024年11月27日閲覧。 ※東京都統計データアーカイブより、調査名と対象年を手動選択。
15. ↑  “東京都統計年鑑 昭和58年 85～103表 運輸及び通信” (PDF). 東京都統計データアーカイブ.   東京都. 2024年11月27日閲覧。 ※東京都統計データアーカイブより、調査名と対象年を手動選択。
16. ↑  “東京都統計年鑑 昭和59年 95～113表 運輸及び通信” (PDF). 東京都統計データアーカイブ.   東京都. 2024年12月3日閲覧。 ※東京都統計データアーカイブより、調査名と対象年を手動選択。
17. ↑  “東京都統計年鑑 昭和60年 103～120表 運輸及び通信” (PDF). 東京都統計データアーカイブ.   東京都. 2024年12月3日閲覧。 ※東京都統計データアーカイブより、調査名と対象年を手動選択。
18. ↑  “東京都統計年鑑 昭和61年 115～132表 運輸及び通信” (PDF). 東京都統計データアーカイブ.   東京都. 2024年12月3日閲覧。 ※東京都統計データアーカイブより、調査名と対象年を手動選択。
19. ↑  “東京都統計年鑑 昭和62年 110～127表 運輸及び通信” (PDF). 東京都統計データアーカイブ.   東京都. 2024年12月3日閲覧。 ※東京都統計データアーカイブより、調査名と対象年を手動選択。
20. ↑  “東京都統計年鑑 昭和63年 109～128表 運輸及び通信” (PDF). 東京都統計データアーカイブ.   東京都. 2024年12月3日閲覧。 ※東京都統計データアーカイブより、調査名と対象年を手動選択。
21. ↑  “東京都統計年鑑 平成元年 108～127表 運輸及び通信” (PDF). 東京都統計データアーカイブ.   東京都. 2024年12月3日閲覧。 ※東京都統計データアーカイブより、調査名と対象年を手動選択。
22. ↑  “東京都統計年鑑 平成2年 104～123表 運輸及び通信” (PDF). 東京都統計データアーカイブ.   東京都. 2024年12月3日閲覧。 ※東京都統計データアーカイブより、調査名と対象年を手動選択。
23. ↑  “東京都統計年鑑 平成3年 111～130表 運輸及び通信” (PDF). 東京都統計データアーカイブ.   東京都. 2024年12月3日閲覧。 ※東京都統計データアーカイブより、調査名と対象年を手動選択。
24. 1 2  “東京都統計年鑑 平成4年 94～126表 運輸及び通信” (PDF). 東京都統計データアーカイブ.   東京都. 2024年11月27日閲覧。 ※東京都統計データアーカイブより、調査名と対象年を手動選択。
25. 1 2  “東京都統計年鑑 平成5年 94～126表 運輸及び通信” (PDF). 東京都統計データアーカイブ.   東京都. 2024年11月27日閲覧。 ※東京都統計データアーカイブより、調査名と対象年を手動選択。
26. ↑  “東京都統計年鑑 平成6年 97～129表 運輸及び通信” (PDF). 東京都統計データアーカイブ.   東京都. 2024年11月27日閲覧。 ※東京都統計データアーカイブより、調査名と対象年を手動選択。
27. ↑  “東京都統計年鑑 平成7年 107～138表 運輸及び通信” (PDF). 東京都統計データアーカイブ.   東京都. 2024年11月27日閲覧。 ※東京都統計データアーカイブより、調査名と対象年を手動選択。
28. ↑  “東京都統計年鑑 平成8年 107～138表 運輸及び通信” (PDF). 東京都統計データアーカイブ.   東京都. 2024年11月27日閲覧。 ※東京都統計データアーカイブより、調査名と対象年を手動選択。
29. ↑  “東京都統計年鑑 平成9年 119 地下鉄の駅別乗降車人員” (xls). 東京都統計データアーカイブ.   東京都. 2024年12月1日閲覧。 ※東京都統計データアーカイブより、調査名と対象年を手動選択。
30. 1 2  “東京都統計年鑑 平成10年 107～138表 運輸及び通信” (PDF). 東京都統計データアーカイブ.   東京都. 2024年11月27日閲覧。 ※東京都統計データアーカイブより、調査名と対象年を手動選択。
31. 1 2  “東京都統計年鑑 平成11年 107～138表 運輸及び通信” (PDF). 東京都統計データアーカイブ.   東京都. 2024年11月27日閲覧。 ※東京都統計データアーカイブより、調査名と対象年を手動選択。
32. ↑  “118 地下鉄の駅別乗降車人員（平成8～12年度）” (xls). 東京都統計年鑑 平成12年.   東京都. 2024年12月3日閲覧。
33. ↑  “118 地下鉄の駅別乗降車人員” (xls). 東京都統計年鑑 平成13年.   東京都. 2024年12月1日閲覧。
34. ↑  “118 地下鉄の駅別乗降車人員” (xls). 東京都統計年鑑 平成14年.   東京都. 2024年12月1日閲覧。
35. ↑  “118 地下鉄の駅別乗降車人員” (xls). 東京都統計年鑑 平成15年.   東京都. 2024年12月1日閲覧。
36. ↑  “118 地下鉄の駅別乗降車人員” (xls). 東京都統計年鑑 平成16年.   東京都. 2024年12月1日閲覧。
37. ↑  “120 地下鉄の駅別乗降車人員” (xls). 東京都統計年鑑 平成17年.   東京都. 2024年12月1日閲覧。
38. ↑  “9-13 地下鉄の駅別乗降車人員” (xls). 東京都統計年鑑 平成18年.   東京都. 2024年12月1日閲覧。
39. ↑  “9-13 地下鉄の駅別乗降車人員” (xls). 東京都統計年鑑 平成19年.   東京都. 2024年12月1日閲覧。
40. ↑  “9-15 地下鉄の駅別乗降車人員” (xls). 東京都統計年鑑 平成20年.   東京都. 2024年12月1日閲覧。
41. ↑  “4-15 地下鉄の駅別乗降車人員” (xls). 東京都統計年鑑 平成21年.   東京都. 2024年12月1日閲覧。
42. ↑  “4-15 地下鉄の駅別乗降車人員” (xls). 東京都統計年鑑 平成22年.   東京都. 2024年12月1日閲覧。
43. ↑  “4-15 地下鉄の駅別乗降車人員” (xls). 東京都統計年鑑 平成23年.   東京都. 2024年12月1日閲覧。
44. ↑  “4-15 地下鉄の駅別乗降車人員” (xls). 東京都統計年鑑 平成24年.   東京都. 2024年12月1日閲覧。
45. ↑  “4-15 地下鉄の駅別乗降車人員” (xls). 東京都統計年鑑 平成25年.   東京都. 2024年12月1日閲覧。
46. ↑  “4-15 地下鉄の駅別乗降車人員” (xls). 東京都統計年鑑 平成26年.   東京都. 2024年12月1日閲覧。
47. ↑  “4-15 地下鉄の駅別乗降車人員” (xls). 東京都統計年鑑 平成27年.   東京都. 2024年12月1日閲覧。
48. ↑  “4-15 地下鉄の駅別乗降車人員” (xls). 東京都統計年鑑 平成28年.   東京都. 2024年12月1日閲覧。
49. ↑  “4-15 地下鉄の駅別乗降車人員” (xls). 東京都統計年鑑 平成29年.   東京都. 2024年12月1日閲覧。
50. ↑  “4-15 地下鉄の駅別乗降車人員” (xls). 東京都統計年鑑 平成30年.   東京都. 2024年12月1日閲覧。
51. ↑  “4-15 地下鉄の駅別乗降車人員” (xls). 東京都統計年鑑 平成31年・令和元年.   東京都. 2024年12月1日閲覧。
52. ↑  “4-15 地下鉄の駅別乗降車人員” (xls). 東京都統計年鑑 令和2年.   東京都. 2024年11月27日閲覧。
53. ↑  “4-15 地下鉄の駅別乗降車人員” (xls). 東京都統計年鑑 令和3年.   東京都. 2024年12月1日閲覧。
54. ↑  “4-15 地下鉄の駅別乗降車人員” (xls). 東京都統計年鑑 令和4年.   東京都. 2024年11月27日閲覧。
55. ↑  “4-15 地下鉄の駅別乗降車人員” (xls). 東京都統計年鑑 令和5年.   東京都. 2025年5月6日閲覧。
56. ↑  “東京都統計年鑑 昭和47年 67～74表 運輸及び通信” (PDF). 東京都統計データアーカイブ.   東京都. 2024年11月27日閲覧。 ※東京都統計データアーカイブより、調査名と対象年を手動選択。
57. ↑  “東京都統計年鑑 昭和48年 66～74表 運輸及び通信” (PDF). 東京都統計データアーカイブ.   東京都. 2024年11月27日閲覧。 ※東京都統計データアーカイブより、調査名と対象年を手動選択。
58. ↑  “東京都統計年鑑 昭和49年 68～71表 運輸及び通信” (PDF). 東京都統計データアーカイブ.   東京都. 2024年11月27日閲覧。 ※東京都統計データアーカイブより、調査名と対象年を手動選択。
59. ↑  “東京都統計年鑑 昭和50年 67～74表 運輸及び通信” (PDF). 東京都統計データアーカイブ.   東京都. 2024年11月27日閲覧。 ※東京都統計データアーカイブより、調査名と対象年を手動選択。
60. ↑  “東京都統計年鑑 昭和51年 67～73表 運輸及び通信” (PDF). 東京都統計データアーカイブ.   東京都. 2024年11月27日閲覧。 ※東京都統計データアーカイブより、調査名と対象年を手動選択。
61. ↑  “東京都統計年鑑 昭和52年 68～75表 運輸及び通信” (PDF). 東京都統計データアーカイブ.   東京都. 2024年11月27日閲覧。 ※東京都統計データアーカイブより、調査名と対象年を手動選択。
62. ↑  “東京都統計年鑑 昭和53年 68～76表 運輸及び通信” (PDF). 東京都統計データアーカイブ.   東京都. 2024年11月27日閲覧。 ※東京都統計データアーカイブより、調査名と対象年を手動選択。
63. ↑  “東京都統計年鑑 昭和54年 68～75表 運輸及び通信” (PDF). 東京都統計データアーカイブ.   東京都. 2024年11月27日閲覧。 ※東京都統計データアーカイブより、調査名と対象年を手動選択。
64. ↑  “東京都統計年鑑 昭和55年 68～78表 運輸及び通信” (PDF). 東京都統計データアーカイブ.   東京都. 2024年11月27日閲覧。 ※東京都統計データアーカイブより、調査名と対象年を手動選択。
65. ↑  “東京都統計年鑑 昭和56年 68～75表 運輸及び通信” (PDF). 東京都統計データアーカイブ.   東京都. 2024年11月27日閲覧。 ※東京都統計データアーカイブより、調査名と対象年を手動選択。
66. ↑  “東京都統計年鑑 昭和57年 70～79表 運輸及び通信” (PDF). 東京都統計データアーカイブ.   東京都. 2024年11月27日閲覧。 ※東京都統計データアーカイブより、調査名と対象年を手動選択。
67. ↑  “東京都統計年鑑 昭和58年 77～84表 運輸及び通信” (PDF). 東京都統計データアーカイブ.   東京都. 2024年11月27日閲覧。 ※東京都統計データアーカイブより、調査名と対象年を手動選択。
68. ↑  “東京都統計年鑑 昭和59年 87～94表 運輸及び通信” (PDF). 東京都統計データアーカイブ.   東京都. 2024年11月27日閲覧。 ※東京都統計データアーカイブより、調査名と対象年を手動選択。
69. ↑  “東京都統計年鑑 昭和60年 94～102表 運輸及び通信” (PDF). 東京都統計データアーカイブ.   東京都. 2024年11月27日閲覧。 ※東京都統計データアーカイブより、調査名と対象年を手動選択。
70. ↑  “東京都統計年鑑 昭和61年 106～114表 運輸及び通信” (PDF). 東京都統計データアーカイブ.   東京都. 2024年11月27日閲覧。 ※東京都統計データアーカイブより、調査名と対象年を手動選択。
71. ↑  “東京都統計年鑑 昭和62年 102～109表 運輸及び通信” (PDF). 東京都統計データアーカイブ.   東京都. 2024年11月27日閲覧。 ※東京都統計データアーカイブより、調査名と対象年を手動選択。
72. ↑  “東京都統計年鑑 昭和63年 100～108表 運輸及び通信” (PDF). 東京都統計データアーカイブ.   東京都. 2024年11月27日閲覧。 ※東京都統計データアーカイブより、調査名と対象年を手動選択。
73. ↑  “東京都統計年鑑 平成元年 99～107表 運輸及び通信” (PDF). 東京都統計データアーカイブ.   東京都. 2024年11月27日閲覧。 ※東京都統計データアーカイブより、調査名と対象年を手動選択。
74. ↑  “東京都統計年鑑 平成2年 95～103表 運輸及び通信” (PDF). 東京都統計データアーカイブ.   東京都. 2024年11月27日閲覧。 ※東京都統計データアーカイブより、調査名と対象年を手動選択。
75. ↑  “東京都統計年鑑 平成3年 102～110表 運輸及び通信” (PDF). 東京都統計データアーカイブ.   東京都. 2024年11月27日閲覧。 ※東京都統計データアーカイブより、調査名と対象年を手動選択。
76. ↑  “東京都統計年鑑 平成6年 97～129表 運輸及び通信” (PDF). 東京都統計データアーカイブ.   東京都. 2024年11月27日閲覧。 ※東京都統計データアーカイブより、調査名と対象年を手動選択。
77. ↑  “東京都統計年鑑 平成7年 107～138表 運輸及び通信” (PDF). 東京都統計データアーカイブ.   東京都. 2024年11月27日閲覧。 ※東京都統計データアーカイブより、調査名と対象年を手動選択。
78. ↑  “東京都統計年鑑 平成8年 107～138表 運輸及び通信” (PDF). 東京都統計データアーカイブ.   東京都. 2024年11月27日閲覧。 ※東京都統計データアーカイブより、調査名と対象年を手動選択。
79. ↑  “東京都統計年鑑 平成9年 114 JRの駅別乗車人員” (xls). 東京都統計データアーカイブ.   東京都. 2024年11月27日閲覧。 ※東京都統計データアーカイブより、調査名と対象年を手動選択。
80. ↑  “113 JRの駅別乗車人員（平成8～12年度）” (xls). 東京都統計年鑑 平成12年.   東京都. 2024年11月27日閲覧。
81. ↑  “113 JRの駅別乗車人員” (xls). 東京都統計年鑑 平成13年.   東京都. 2024年11月27日閲覧。
82. ↑  “113 JRの駅別乗車人員” (xls). 東京都統計年鑑 平成14年.   東京都. 2024年11月27日閲覧。
83. ↑  “113 JRの駅別乗車人員” (xls). 東京都統計年鑑 平成15年.   東京都. 2024年11月27日閲覧。
84. ↑  “113 JRの駅別乗車人員” (xls). 東京都統計年鑑 平成16年.   東京都. 2024年11月27日閲覧。
85. ↑  “115 JRの駅別乗車人員” (xls). 東京都統計年鑑 平成17年.   東京都. 2024年11月27日閲覧。
86. ↑  “9-8 JRの駅別乗車人員” (xls). 東京都統計年鑑 平成18年.   東京都. 2024年11月27日閲覧。
87. ↑  “9-8 JRの駅別乗車人員” (xls). 東京都統計年鑑 平成19年.   東京都. 2024年11月27日閲覧。
88. ↑  “9-8 JRの駅別乗車人員” (xls). 東京都統計年鑑 平成20年.   東京都. 2024年11月27日閲覧。
89. ↑  “4-8 JRの駅別乗車人員” (xls). 東京都統計年鑑 平成21年.   東京都. 2024年11月27日閲覧。
90. ↑  “4-8 JRの駅別乗車人員” (xls). 東京都統計年鑑 平成22年.   東京都. 2024年11月27日閲覧。
91. ↑  “4-8 JRの駅別乗車人員” (xls). 東京都統計年鑑 平成23年.   東京都. 2024年11月27日閲覧。
92. ↑  “4-8 JRの駅別乗車人員” (xls). 東京都統計年鑑 平成24年.   東京都. 2024年11月27日閲覧。
93. ↑  “4-8 JRの駅別乗車人員” (xls). 東京都統計年鑑 平成25年.   東京都. 2024年11月27日閲覧。
94. ↑  “4-8 JRの駅別乗車人員” (xls). 東京都統計年鑑 平成26年.   東京都. 2024年11月27日閲覧。
95. ↑  “4-8 JRの駅別乗車人員” (xls). 東京都統計年鑑 平成27年.   東京都. 2024年11月27日閲覧。
96. ↑  “4-8 JRの駅別乗車人員” (xls). 東京都統計年鑑 平成28年.   東京都. 2024年11月27日閲覧。
97. ↑  “4-8 JRの駅別乗車人員” (xls). 東京都統計年鑑 平成29年.   東京都. 2024年11月27日閲覧。
98. ↑  “4-8 JRの駅別乗車人員” (xls). 東京都統計年鑑 平成30年.   東京都. 2024年11月27日閲覧。
99. ↑  “4-8 JRの駅別乗車人員” (xls). 東京都統計年鑑 平成31年・令和元年.   東京都. 2024年11月27日閲覧。
100. ↑  “4-8 JRの駅別乗車人員” (xls). 東京都統計年鑑 令和2年.   東京都. 2024年11月27日閲覧。
101. ↑  “4-8 JRの駅別乗車人員” (xls). 東京都統計年鑑 令和3年.   東京都. 2024年11月27日閲覧。
102. ↑  “4-8 JRの駅別乗車人員” (xls). 東京都統計年鑑 令和4年.   東京都. 2024年11月27日閲覧。
103. ↑  “4-8 JRの駅別乗車人員” (xls). 東京都統計年鑑 令和5年.   東京都. 2025年5月6日閲覧。
104. ↑  “9-11 都営日暮里・舎人ライナーの駅別乗降車人員” (xls). 東京都統計年鑑 平成20年.   東京都. 2024年12月3日閲覧。
105. ↑  “4-11 都営日暮里・舎人ライナーの駅別乗降車人員” (xls). 東京都統計年鑑 平成21年.   東京都. 2024年12月3日閲覧。
106. ↑  “4-11 都営日暮里・舎人ライナーの駅別乗降車人員” (xls). 東京都統計年鑑 平成22年.   東京都. 2024年12月3日閲覧。
107. ↑  “4-11 都営日暮里・舎人ライナーの駅別乗降車人員” (xls). 東京都統計年鑑 平成23年.   東京都. 2024年12月3日閲覧。
108. ↑  “4-11 都営日暮里・舎人ライナーの駅別乗降車人員” (xls). 東京都統計年鑑 平成24年.   東京都. 2024年12月3日閲覧。
109. ↑  “4-11 都営日暮里・舎人ライナーの駅別乗降車人員” (xls). 東京都統計年鑑 平成25年.   東京都. 2024年12月3日閲覧。
110. ↑  “4-11 都営日暮里・舎人ライナーの駅別乗降車人員” (xls). 東京都統計年鑑 平成26年.   東京都. 2024年12月3日閲覧。
111. ↑  “4-11 都営日暮里・舎人ライナーの駅別乗降車人員” (xls). 東京都統計年鑑 平成27年.   東京都. 2024年12月3日閲覧。
112. ↑  “4-11 都営日暮里・舎人ライナーの駅別乗降車人員” (xls). 東京都統計年鑑 平成28年.   東京都. 2024年12月3日閲覧。
113. ↑  “4-11 都営日暮里・舎人ライナーの駅別乗降車人員” (xls). 東京都統計年鑑 平成29年.   東京都. 2024年12月3日閲覧。
114. ↑  “4-11 都営日暮里・舎人ライナーの駅別乗降車人員” (xls). 東京都統計年鑑 平成30年.   東京都. 2024年12月3日閲覧。
115. ↑  “4-11 都営日暮里・舎人ライナーの駅別乗降車人員” (xls). 東京都統計年鑑 平成31年・令和元年.   東京都. 2024年12月3日閲覧。
116. ↑  “4-11 都営日暮里・舎人ライナーの駅別乗降車人員” (xls). 東京都統計年鑑 令和2年.   東京都. 2024年12月3日閲覧。
117. ↑  “4-11 都営日暮里・舎人ライナーの駅別乗降車人員” (xls). 東京都統計年鑑 令和3年.   東京都. 2024年12月3日閲覧。
118. ↑  “4-11 都営日暮里・舎人ライナーの駅別乗降車人員” (xls). 東京都統計年鑑 令和4年.   東京都. 2024年12月3日閲覧。
119. ↑  “4-11 都営日暮里・舎人ライナーの駅別乗降車人員” (xls). 東京都統計年鑑 令和5年.   東京都. 2025年5月6日閲覧。

数字で表す荒川区（区勢概要）
1. 1 2 3  “官公署等” (PDF). 数字で表す荒川区（区勢概要） 令和5年版.   荒川区. 2024年12月3日閲覧。